# Rybářské revíry Vsetínské Bečvy
Rybářské revíry Vsetínské Bečvy jsou úseky řeky, které obhospodařuje Český rybářský svaz a jsou určené k vykonávání rybářského práva. Jsou uvedeny v Soupisu revírů a na řece jsou označovány a číslovány proti proudu řeky. Vsetínská Bečva má čtyři revíry uvedené v následujícím popisu.

## Bečva Vsetínská 1
Je pstruhový rybářský revír Vsetínské Bečvy evidovaný pod č. 473 003 s délkou toku 8 km má rozlohu 16 ha. Revír obhospodařuje MOČRS Valašské Meziříčí. Začíná soutokem s Rožnovskou Bečvou – Dolní , která je samostatným pstruhovým revírem č. 473 001 a 473 002 a je z obou řek menší, s délkou povodí 37,6 km a plochou 35,4 ha. Přítok Brňovský, Křivský, Škaredka, Vápenný a Kotlinský jsou CHRO - lov ryb zakázán. Soutok se nachází na horním okraji města Valašské Meziříčí, níže pod silničním mostem ve směru na Poličnou a dále Bystřici pod Hostýnem, souřadnice GPS: 49°28′11″ s. š., 17°57′17″ v. d. ve výšce 284 m n. m. Pod soutokem nese řeka název jen Bečva a je již mimopstruhová. Řeka protéká Vsetínskem – regionem Valašsko, které je rozloženo kolem řeky na úpatí Vsetínských a Hostýnských vrchů. V regionu se zachovaly významné kulturní a přírodní památky. K řece je velmi dobrý přístup po silnici č. 57 a po železniční trati z Hranic na Mor. do Vsetína. V těsné blízkosti vede stezka pro pěší i cyklisty. Potoky Brňovský, Křivský, Škaredka, Vápenný a Kotlinský jsou CHRO, kde je lov ryb zakázán. Říčka Bystřička (přítok Vsetínské Bečvy) - Bystřice Valašská 1P je samostatným pstruhovým revírem č. 473 017 (vyjma přehradní nádrže).

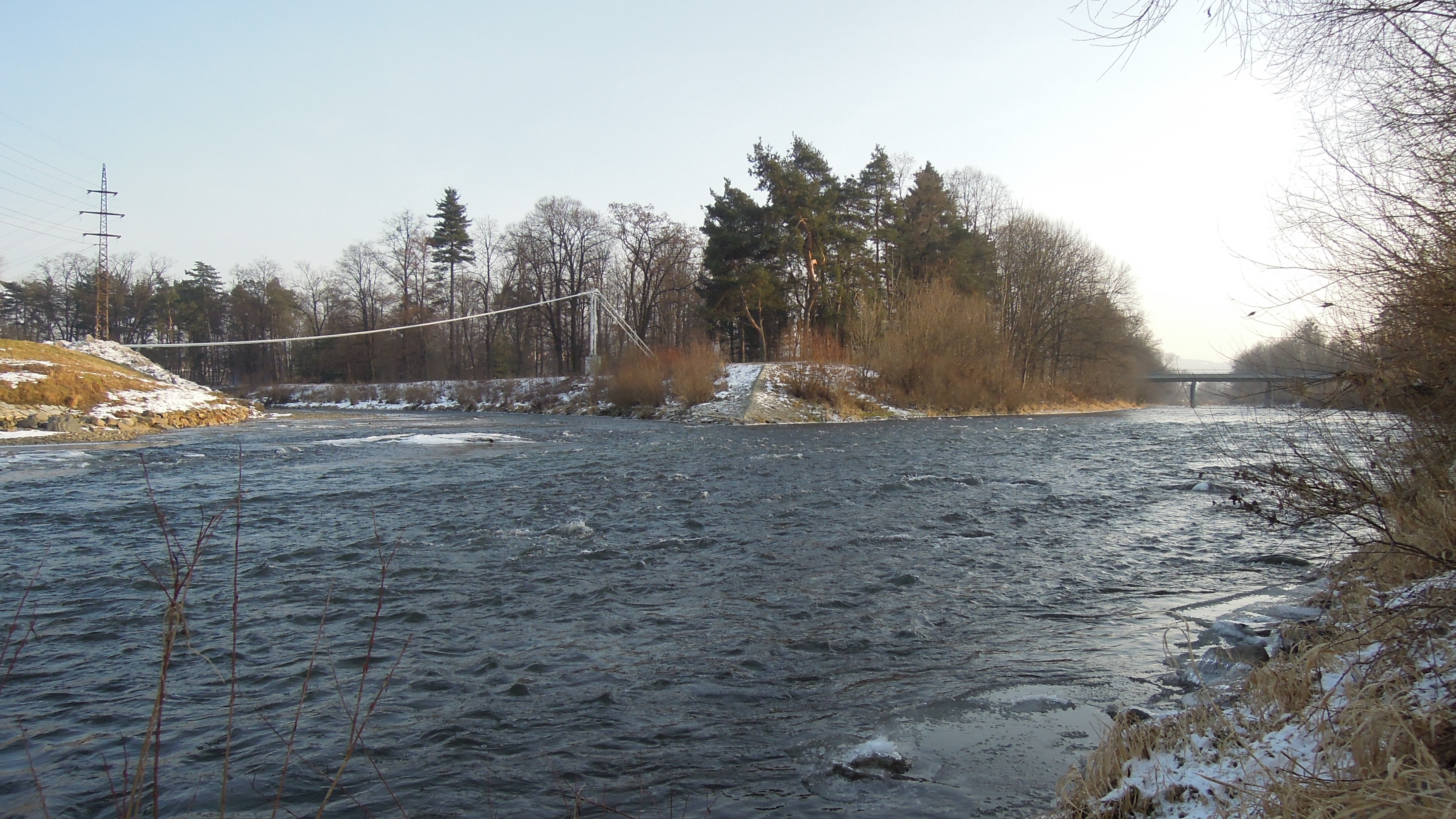
Vsetínská Bečva na soutoku s Rožnovskou Bečvou ve Val. Meziříčí, začátek pstruhového rybářského revíru Bečva Vsetínská 1

Revír Bečva Vsetínská 1 je svým charakterem podhorskou řekou.

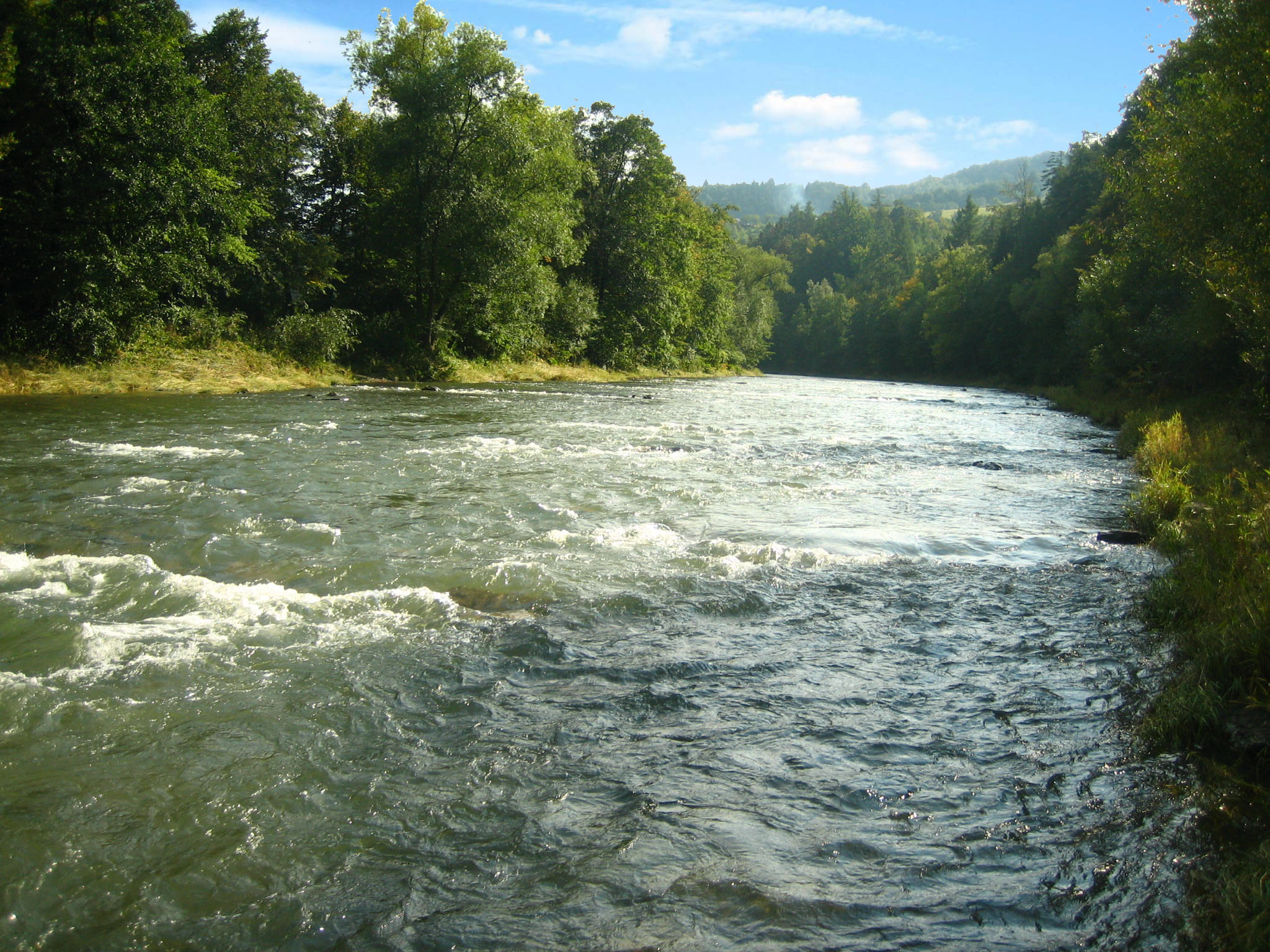
Pod lesem v Poličné GPS:

Pro revír je charakteristický přechod parmového pásma do pásma lipanového. Řečiště široké okolo 20 m má většinou upravené břehy z uskládaných kamenů, někde spojených betonem, které jsou porostlé vrbím nebo nízkými i vysokými olšemi a jinými dřevinami vyskytujícími se v blízkosti vody. Řeka má poměrně malý spád, který nevyžadoval výstavbu splavů. Proudné úseky se střídají s většinou mělkými tůněmi a s vodními pláněmi. Dno je převážně štěrkové, místy i s většími kameny.
V širokém korytě se následkem velkých vod po deštích a po tání sněhu vytvářejí mělčiny, díry a štěrkové pláže. Z rybí obsádky je nejvíce zastoupen ve pstruhovém revíru nežádoucí jelec tloušť, z dalších pak jelec proudník, parma obecná, ostroretka stěhovavá, plotice obecná, ouklejka pruhovaná a úhoř říční. Pstruh obecný, pstruh duhový a lipan podhorní se vyskytují jen v proudných úsecích a v kaskádách. Pozoruhodná místa pro rybolov jsou na následujících obrázcích.

### Pozoruhodná místa pro rybolov

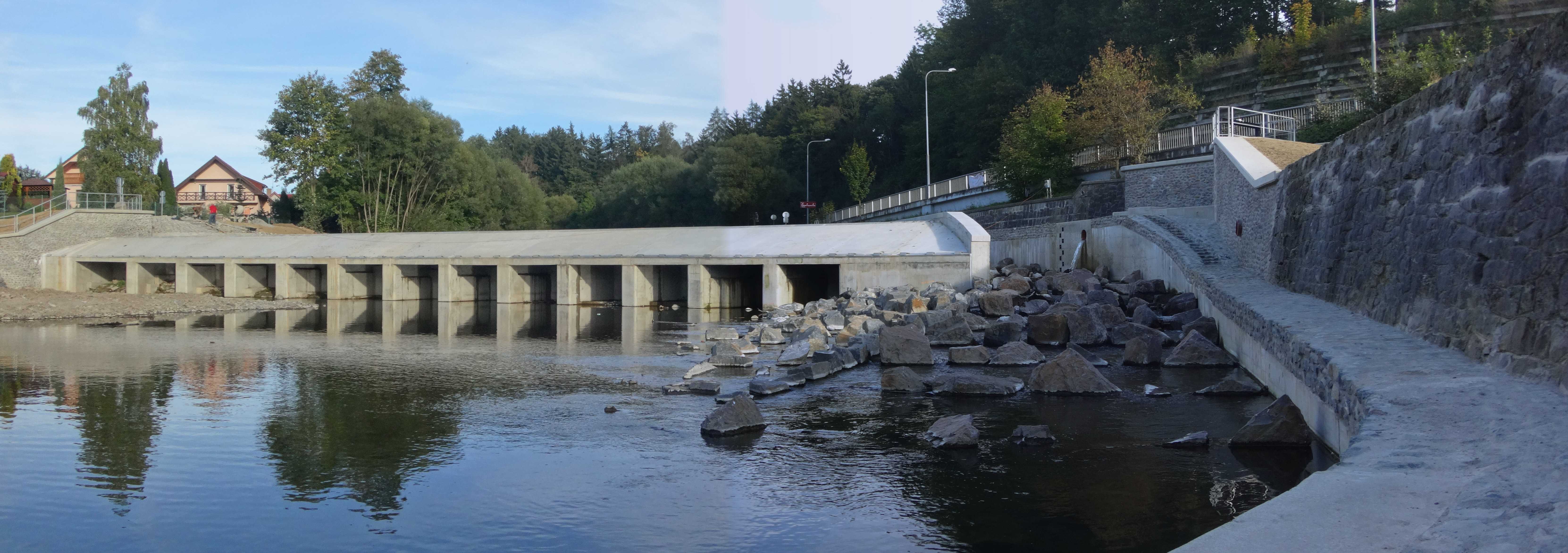
Jez na Halenkově po rekonstrukci ukončené v roce 2016

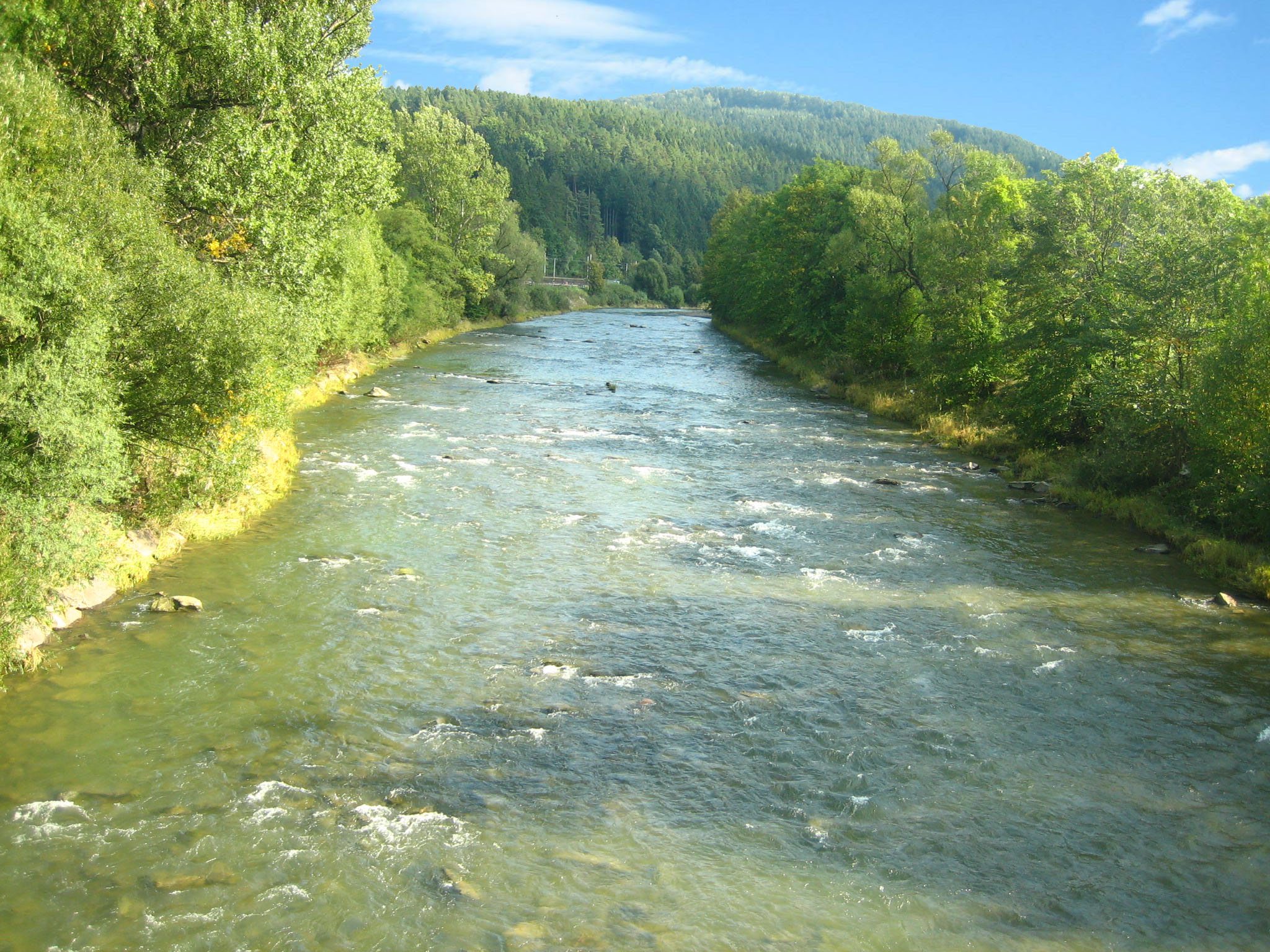
Nad dolní lávkou u obce Jarcová GPS: 49°26′59″ s. š., 49°26′59″ v. d.
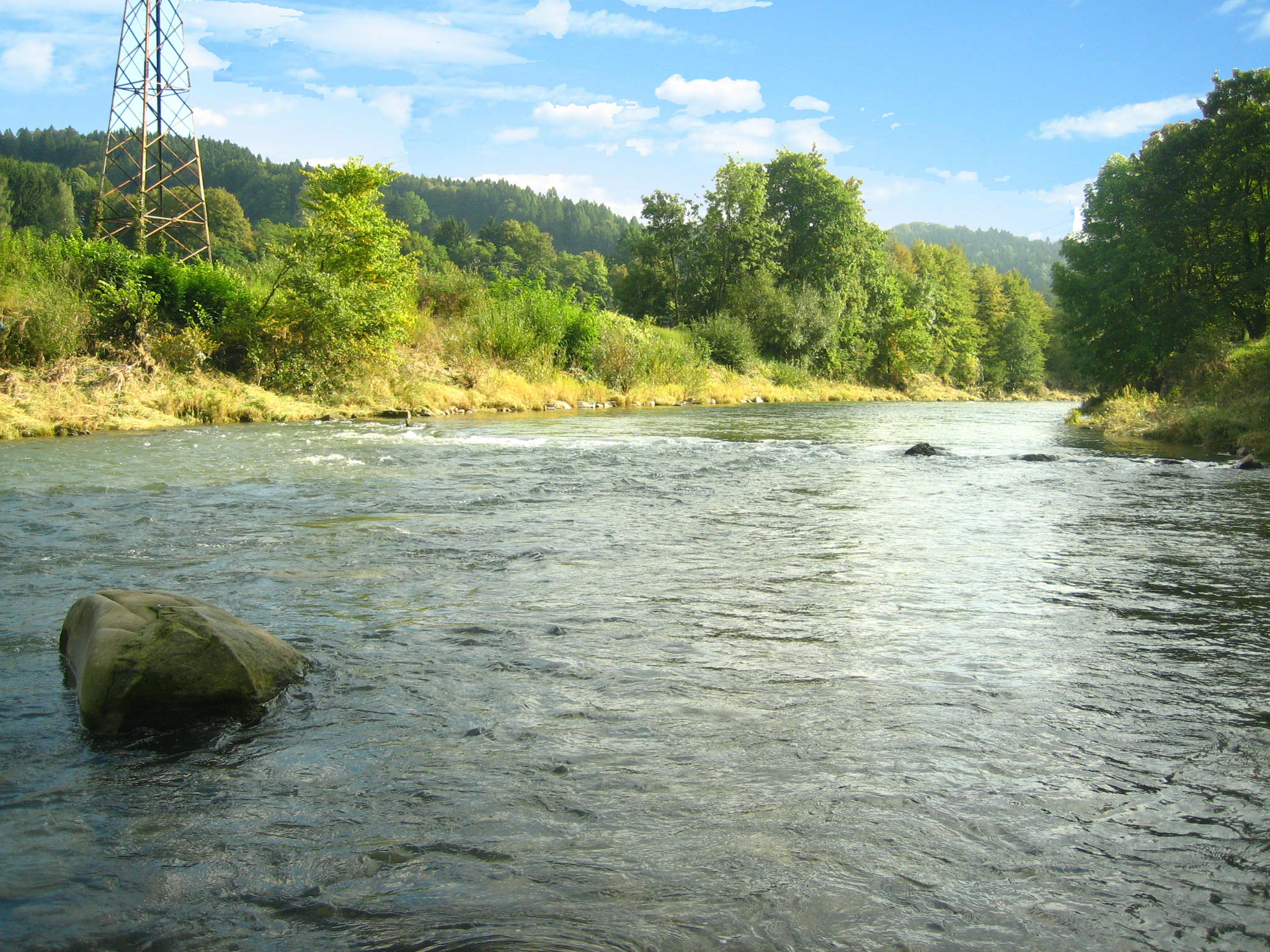
U fotbalového hřiště v obci Jarcová GPS: 49°26′59″ s. š., 49°26′59″ v. d.
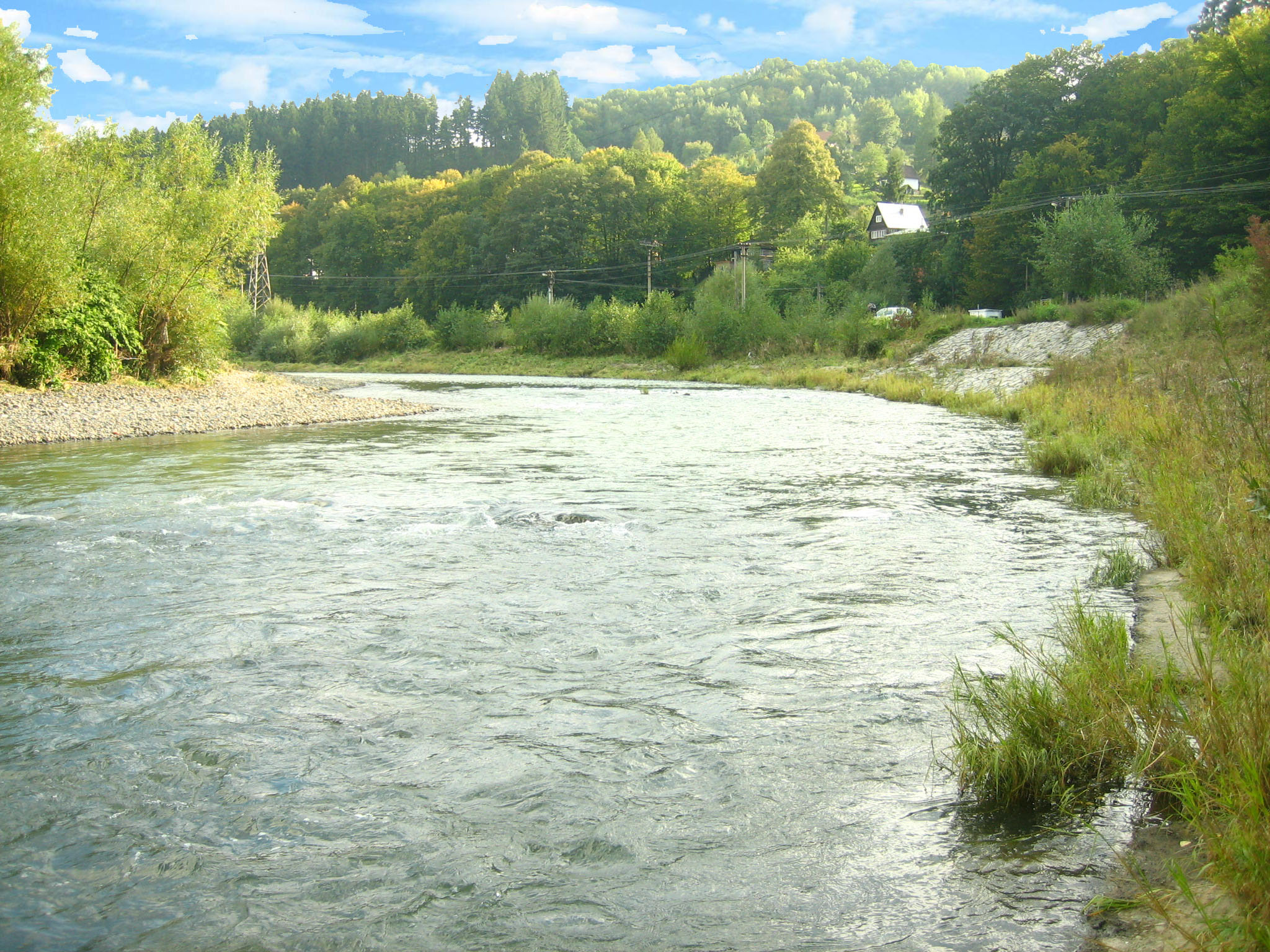
U domova důchodců v Jarcové GPS: 49°26′59″ s. š., 49°26′59″ v. d.
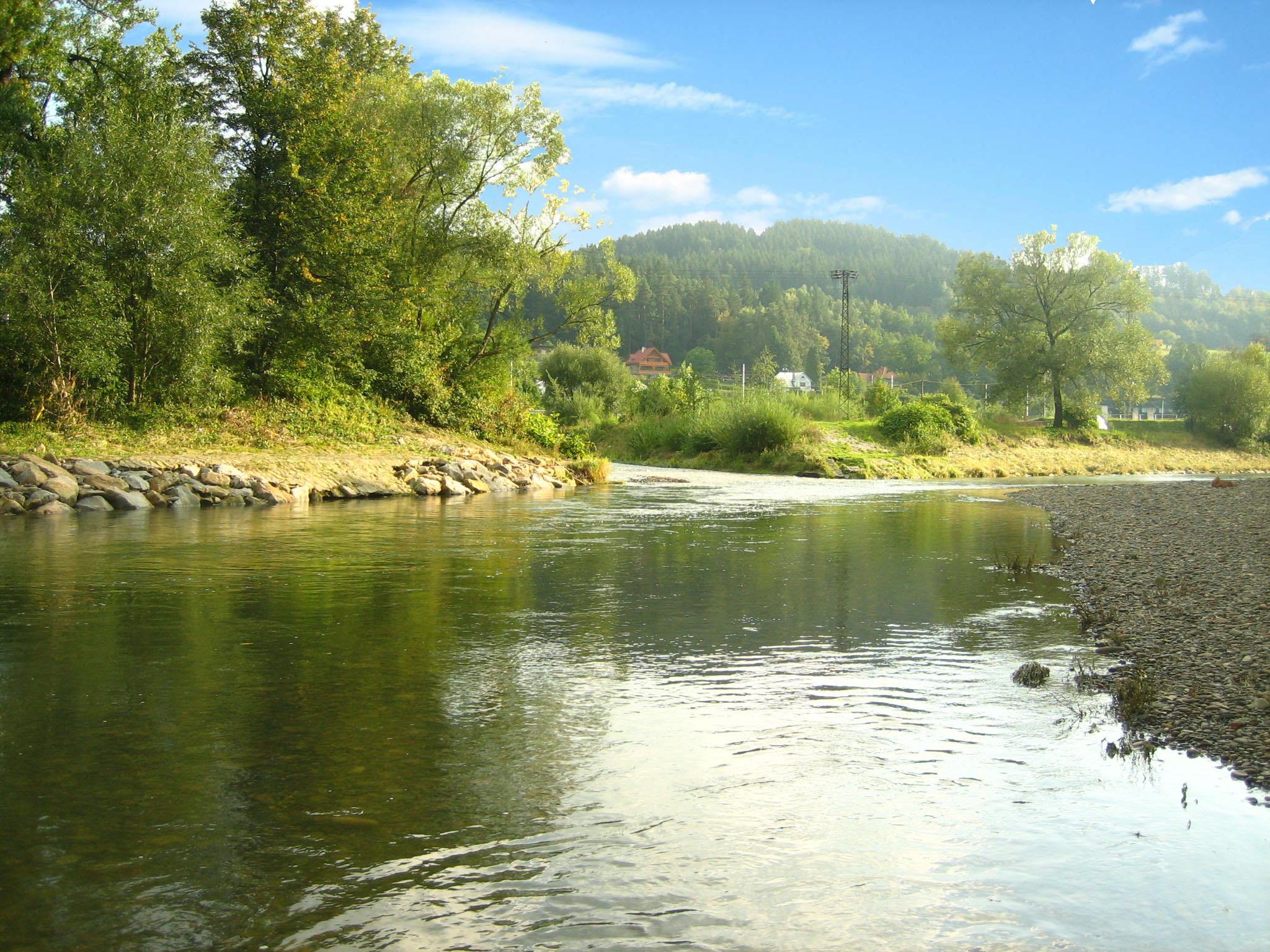
Tůň na soutoku s říčkou Bystřička GPS: 49°26′59″ s. š., 49°26′59″ v. d.

Silničním mostem silnice č I/57 Na Nové v obci Bystřička, souřadnice GPS: 49°25′9″ s. š., 17°57′36″ v. d. ve výšce 306 m n. m. končí pstruhový rybářský revír Bečva Vsetínská 1. 

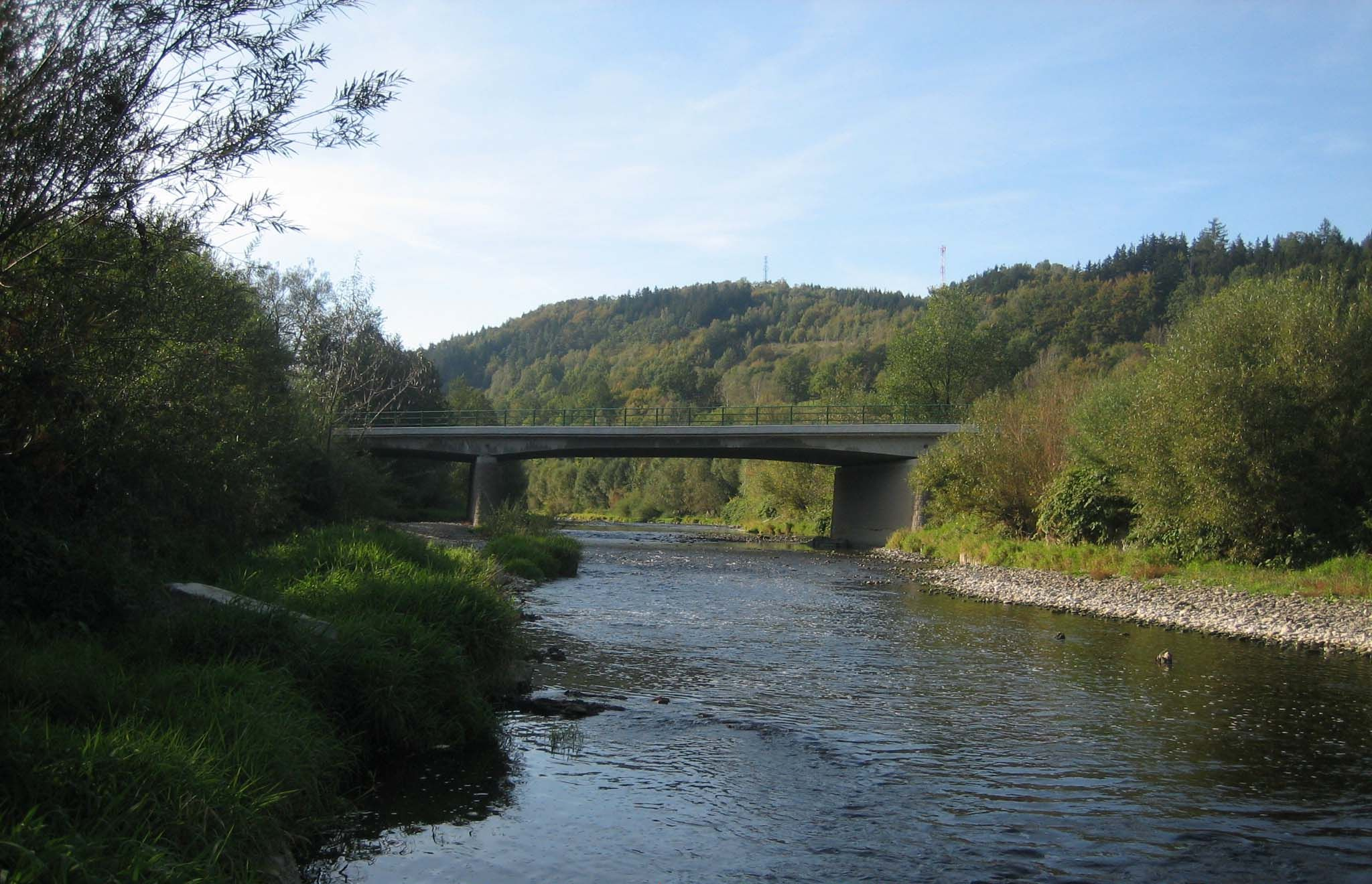
Silniční most v obci Bystřička Na Nové - konec pstruhového rybářského revíru Bečva Vsetínská 1

## Bečva Vsetínská 2
Je pstruhový rybářský revír Vsetínské Bečvy evidovaný pod č. 473 004 s délkou toku 13 km má rozlohu 22 ha. Revír obhospodařuje MOČRS Vsetín. Začíná nad silničním mostem v obci Bystřička Na Nové, souřadnice GPS: 49°25′9″ s. š., 17°57′36″ v. d., ve výšce 306 m n. m. Přítoky jsou pstruhové, v potoku Jasénka a v náhonu od jezu na Vsetíně je lov ryb zakázán. Přítok Rokytenka (přítok Vsetínské Bečvy) je samostatným pstruhovým revírem Rokytenka 1 č. 473 081, s délkou povodí 15 km a plochou 4 ha. Řeka protéká Vsetínskem – regionem Valašsko, které je rozloženo kolem řeky na úpatí Vsetínských, Hostýnských a Vizovických vrchů. V regionu se zachovaly roubené dřevěné stavby a další významné kulturní památky. K řece je velmi dobrý přístup po silnici č. 57 a po železniční trati z Hranic na Mor. do Vsetína. V těsné blízkosti vede stezka pro pěší i cyklisty.

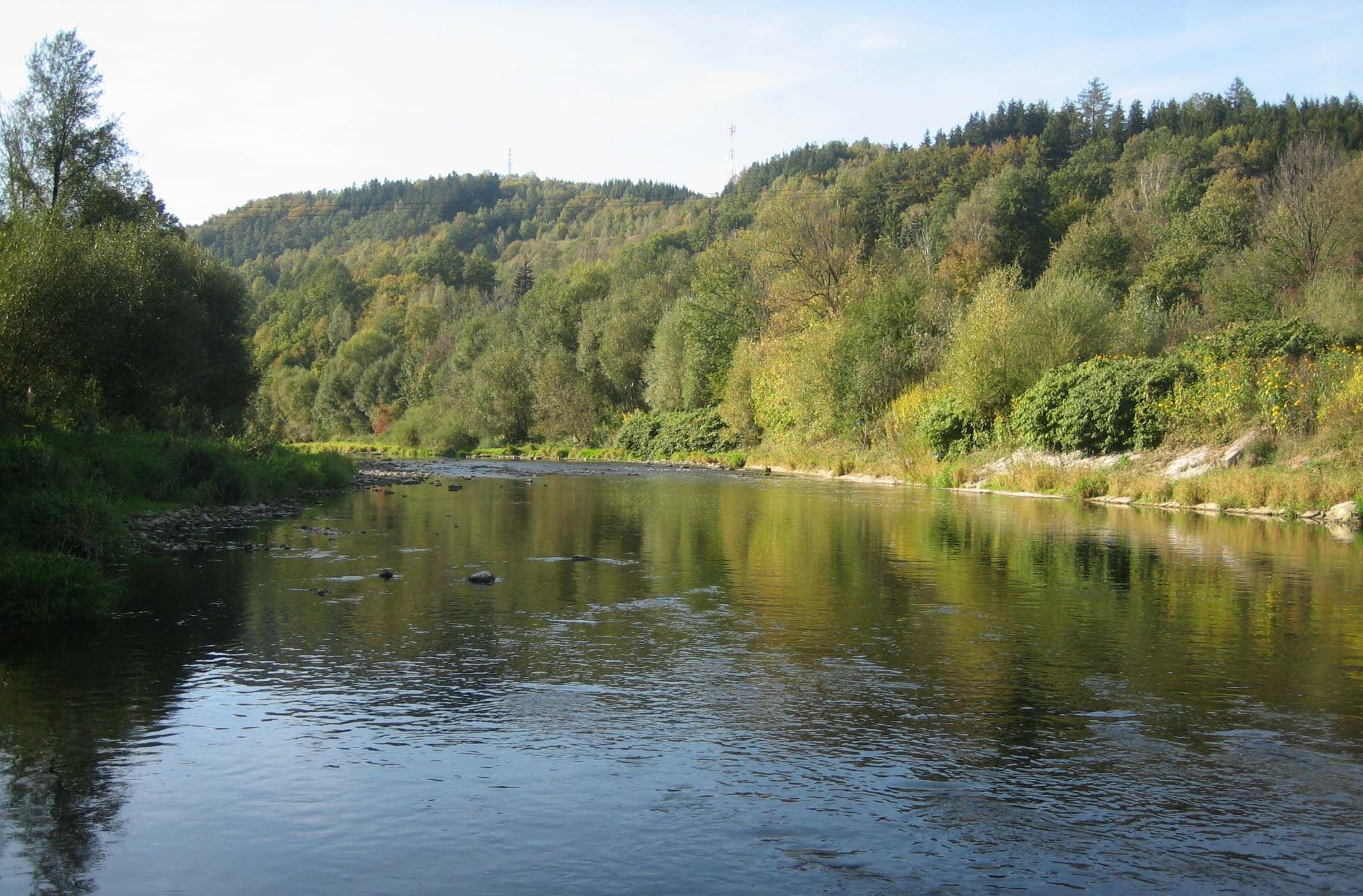
Nad mostem v obci Bystřička – Na Nové, začátek pstruhového rybářského revíru Bečva Vsetínská 2

Bečva Vsetínská 2 je svým charakterem revírem podhorské řeky.

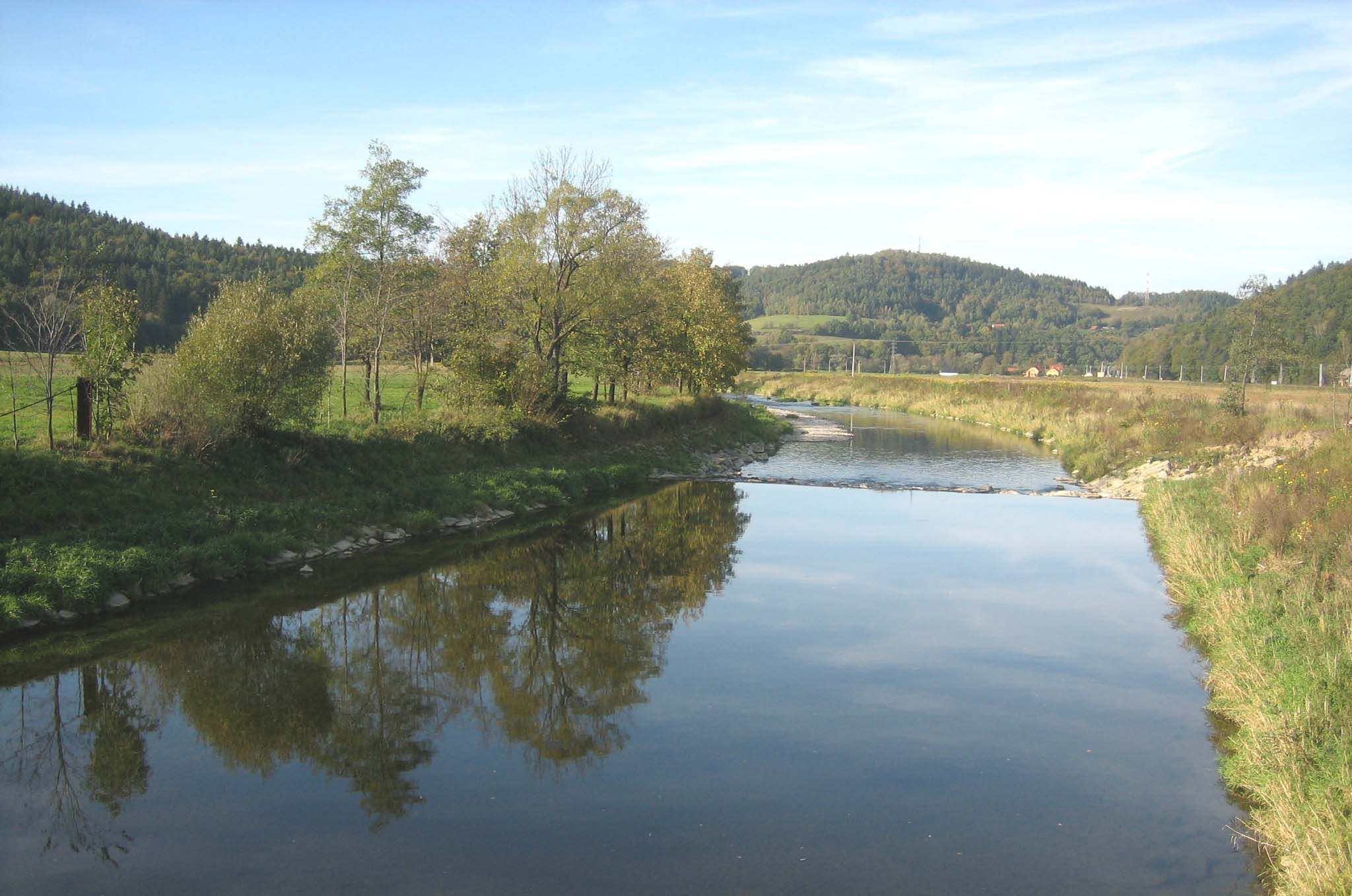
Pod lanovou lávkou nad obcí Bystřička - GPS:

Charakteristikou revíru je přechod parmového pásma do pásma lipanového. Ve srovnání s revírem Bečva Vsetínská 1 má řeka větší spád a je zde více splávků, splavů a i jez. Široké řečiště má rovněž upravené břehy z uskládaných kamenů, někde spojených betonem, které jsou porostlé pobřežními dřevinami vyskytujícími se v blízkosti vody. Proudné úseky se střídají s pláněmi nad splávky a s většinou mělkými tůněmi pod nimi. V poslední době jsou některé splávky zhotovovány jako skluzy záhozem z lomového kamene, dno je převážně štěrkové, v tůních i s většími kameny.
Z rybí obsádky je nejvíce zastoupen ve pstruhovém revíru nežádoucí jelec tloušť, z dalších pak jelec proudník, parma obecná, ostroretka stěhovavá, plotice obecná, ouklejka pruhovaná a úhoř říční. Pstruh obecný, pstruh duhový a lipan podhorní se vyskytují hlavně v proudných úsecích a v kaskádách. Počty lososovitých ryb a lipanů jsou přímo závislé na plnění zarybňovací povinnosti. Pozoruhodná místa pro lov jsou na následujících obrázcích.

### Pozoruhodná místa pro rybolov

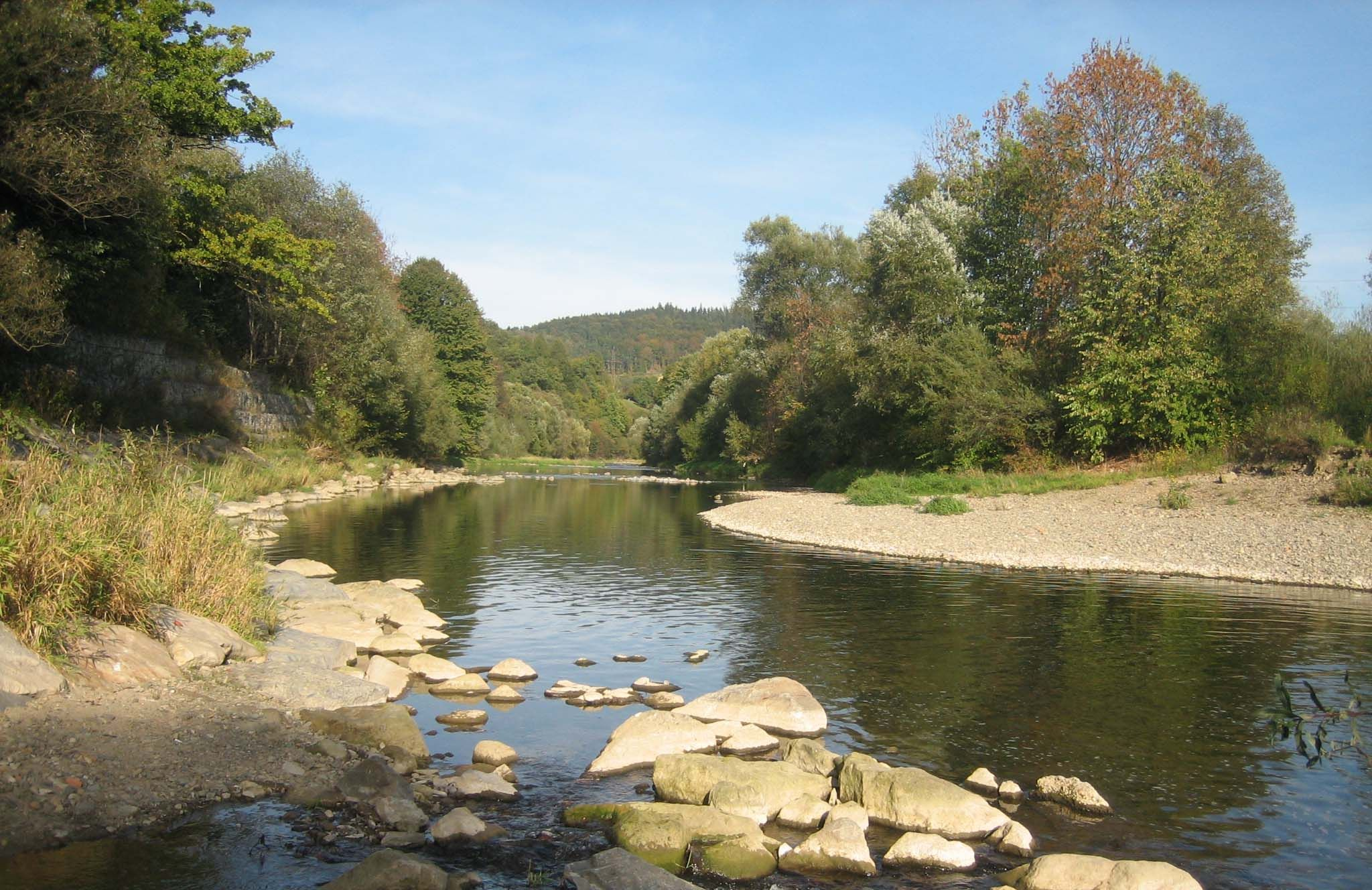
U ústí potoka Mikulůvka nad obcí Bystřička GPS: 49°26′59″ s. š., 49°26′59″ v. d.
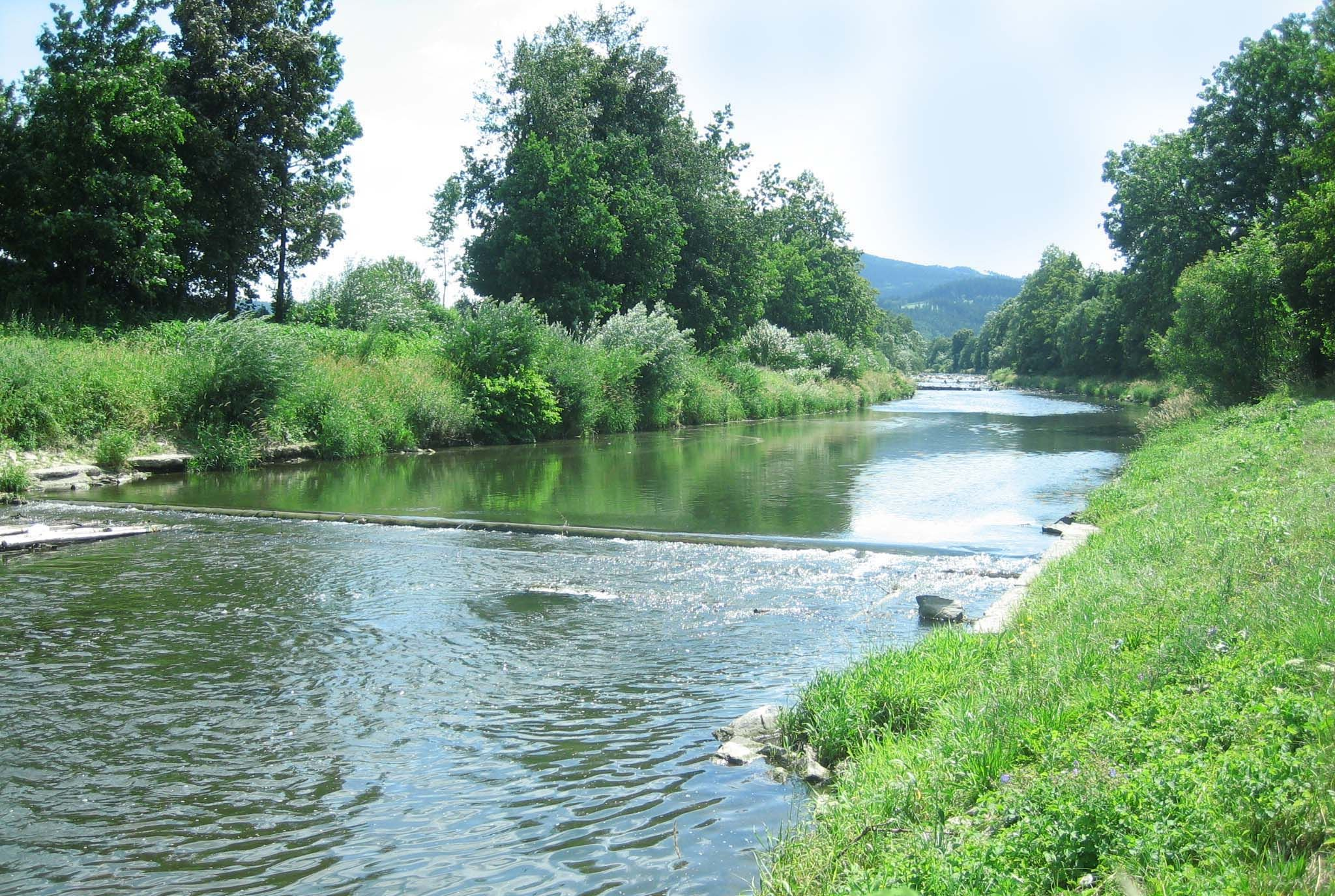
Kaskáda splávků mezi obcemi Jablůnka a Pržno GPS: 49°26′59″ s. š., 49°26′59″ v. d.
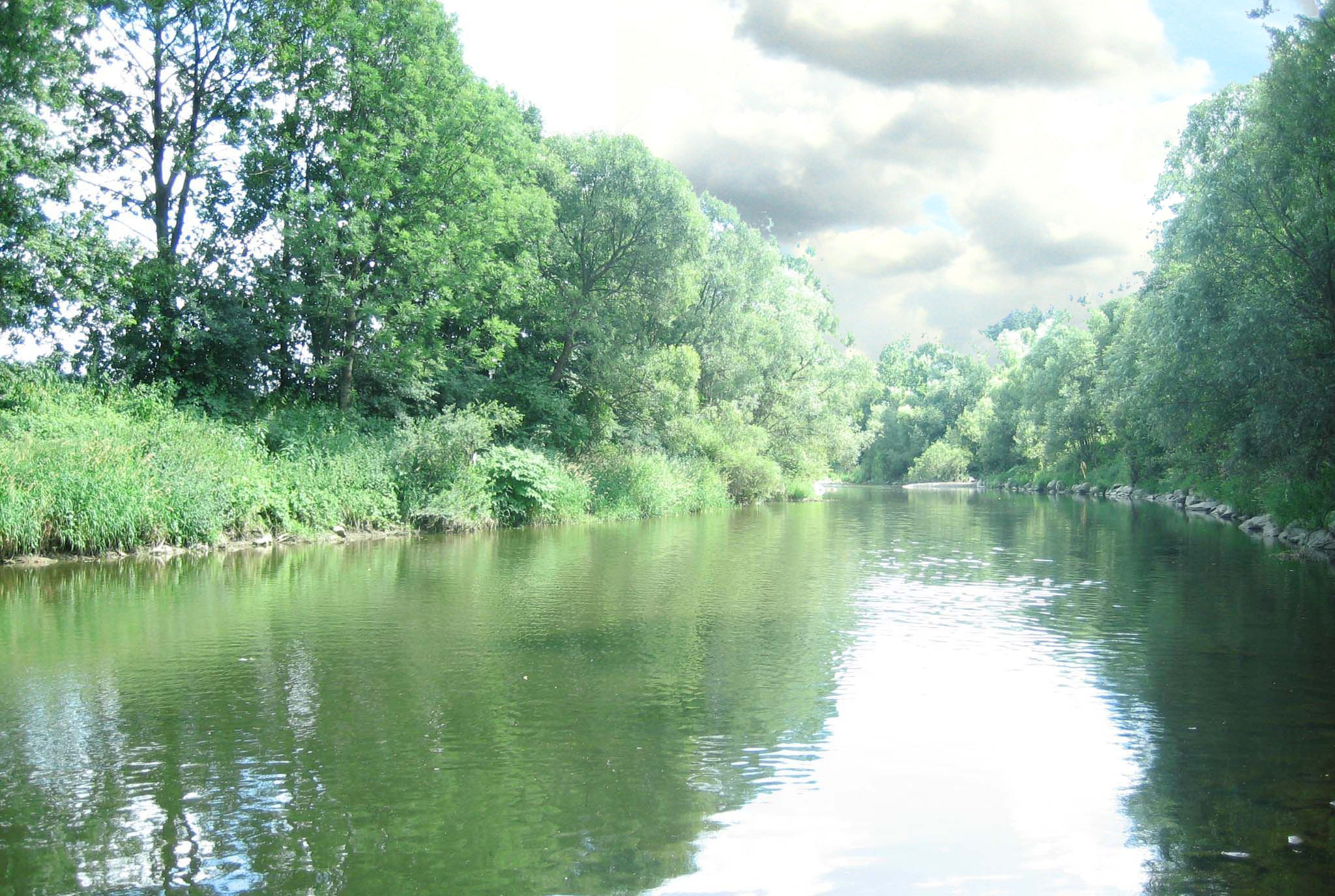
Nad ratibořským mostem u obce Jablůnka GPS: 49°26′59″ s. š., 49°26′59″ v. d.
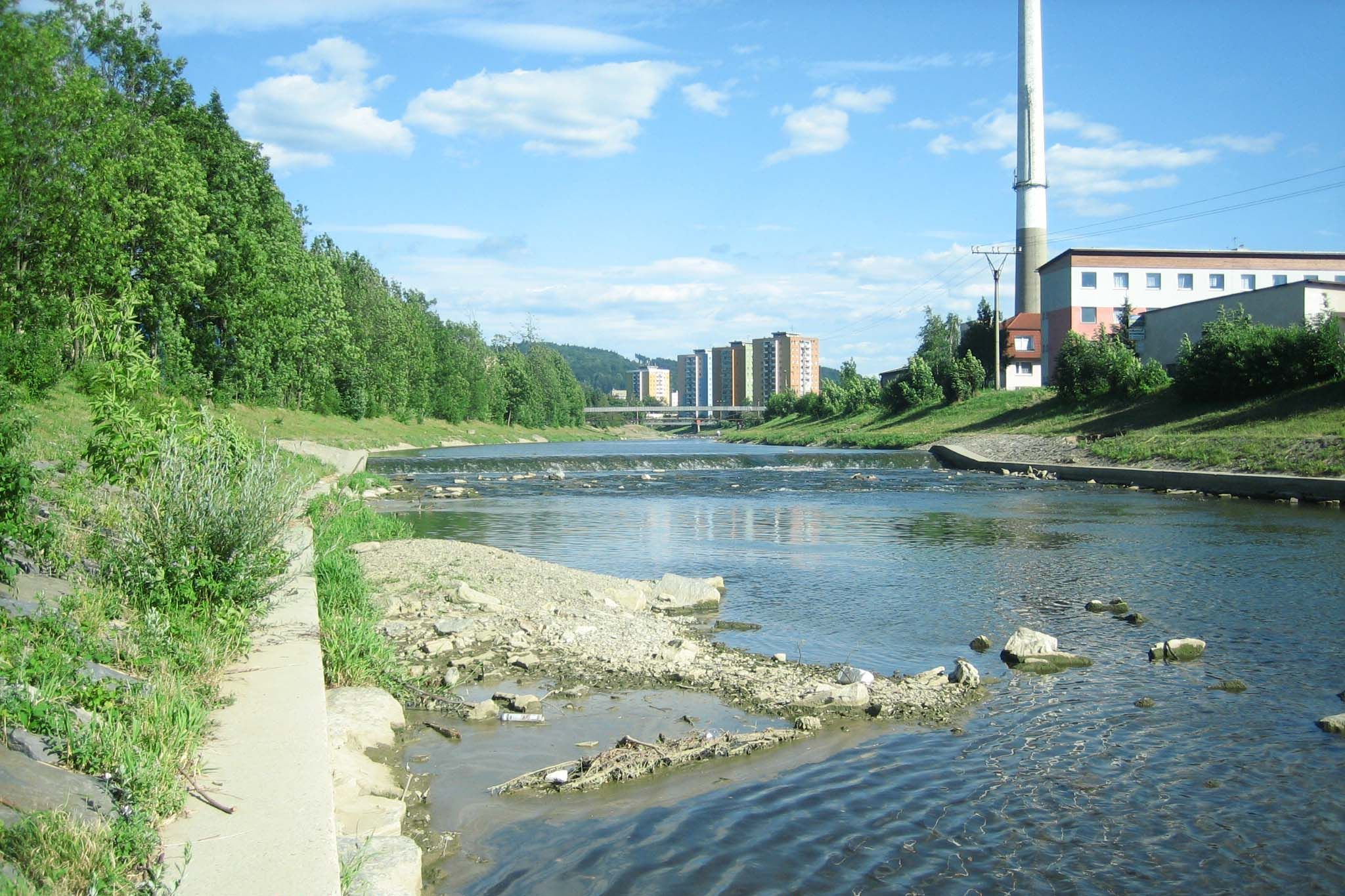
Kaskáda splávků na Vsetíně -Trávníkách GPS: 49°26′59″ s. š., 49°26′59″ v. d.

Jezem ve Vsetíně pod Bečevnou, souřadnice GPS: 49°19′30″ s. š., 17°59′49″ v. d., ve výšce 350 m n. m. končí pstruhový rybářský revír Bečva Vsetínská 2.

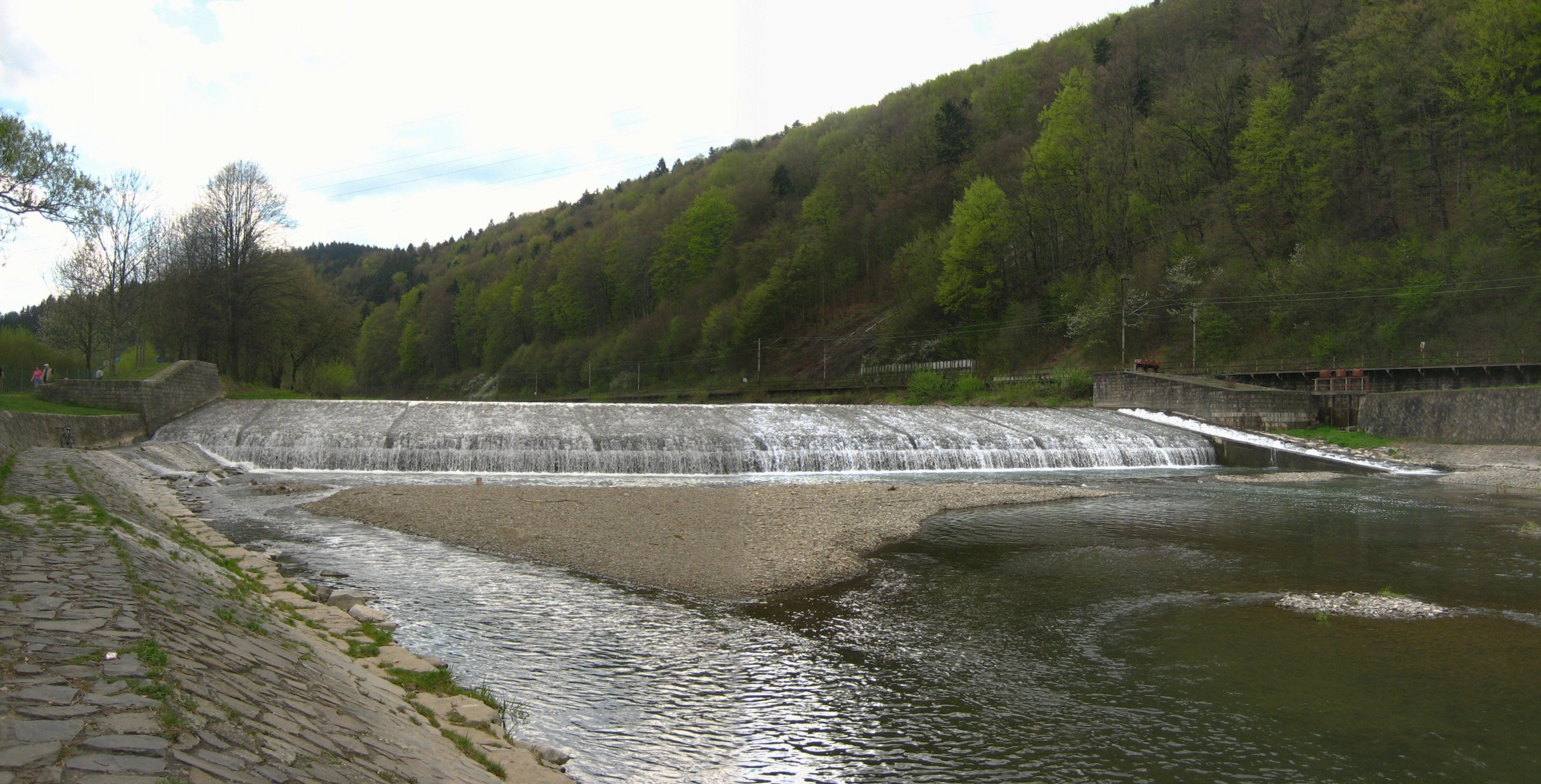
Jez ve Vsetíně pod Bečevnou – konec pstruhového rybářského revíru Bečva Vsetínská 2

## Bečva Vsetínská 3
Je pstruhový rybářský revír Vsetínské Bečvy evidovaný pod č. 473 005 s délkou toku 11 km má rozlohu 11 ha. Revír obhospodařuje MOČRS Vsetín. Začíná nad jezem ve Vsetíně pod Bečevnou, souřadnice GPS: 49°19′28″ s. š., 17°59′48″ v. d., ve výšce 352 m n. m. Přítoky jsou pstruhové, v Hořanském potoku a v náhonu od jezu nad obcí Hovězí je lov ryb zakázán. Přítok Senice je samostatným pstruhovým revírem Senice 1 č. 473 085, s délkou povodí 29 km a plochou 12 ha. Řeka protéká Vsetínskem – regionem Valašsko – Horní Vsacko údolím, které je rozloženo na úpatí Vsetínských vrchů a pohoří Javorníky. Od obce Ústí řeka protéká CHKO Beskydy obcemi Ústí, Janová, Hovězí a Halenkov. K zajímavostem regionu patří roubené dřevěné stavby a další významné přírodní a kulturní památky. K řece je velmi dobrý přístup po silnici č. 487 a po železniční trati do Velkých Karlovic. V těsné blízkosti vede cyklostezka.

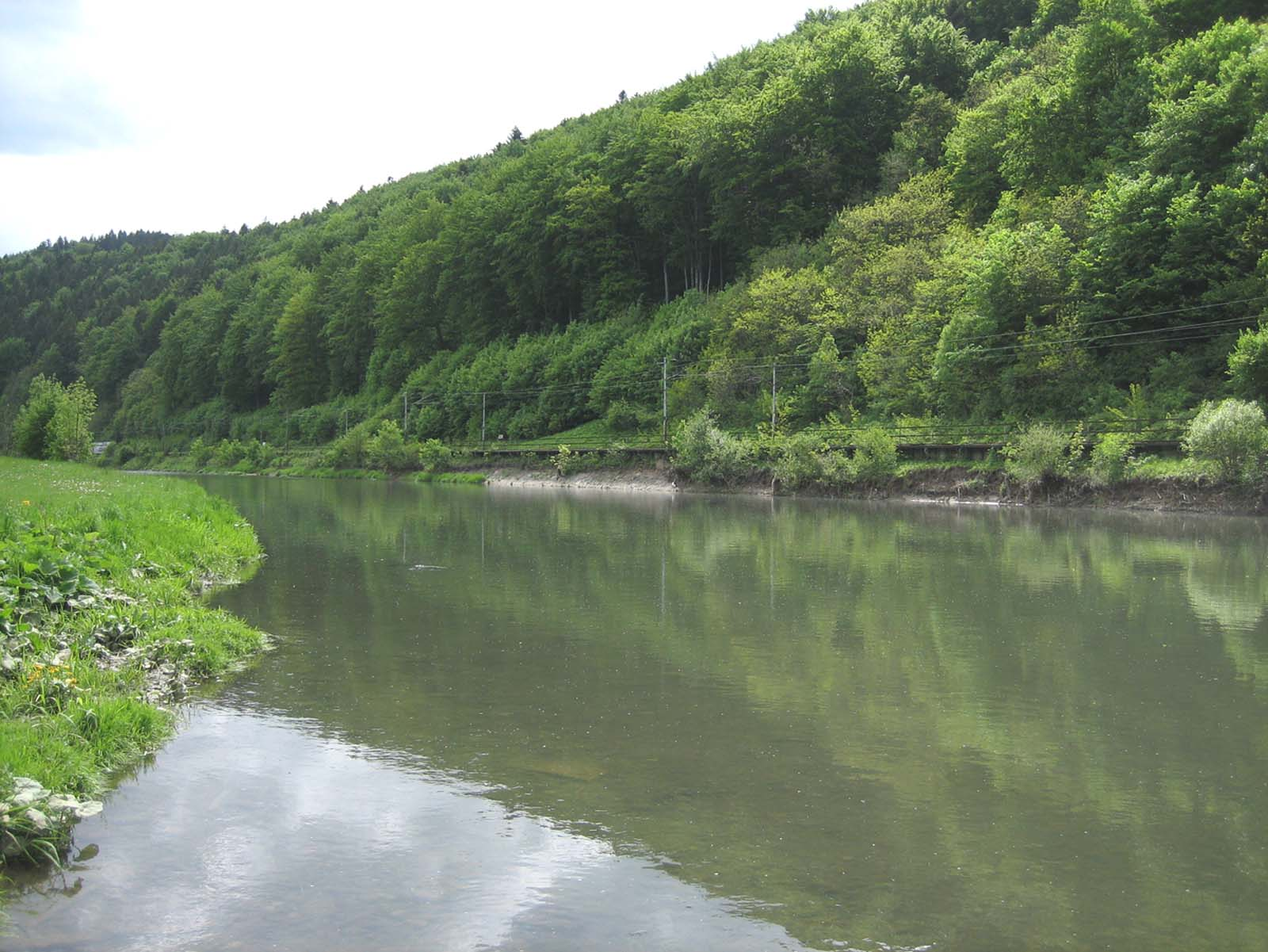
Nad jezem Na Vsetíně pod Bečevnou, začátek pstruhového rybářského revíru Bečva Vsetínská 3

Bečva Vsetínská 3 je revírem stále ještě podhorské řeky. 

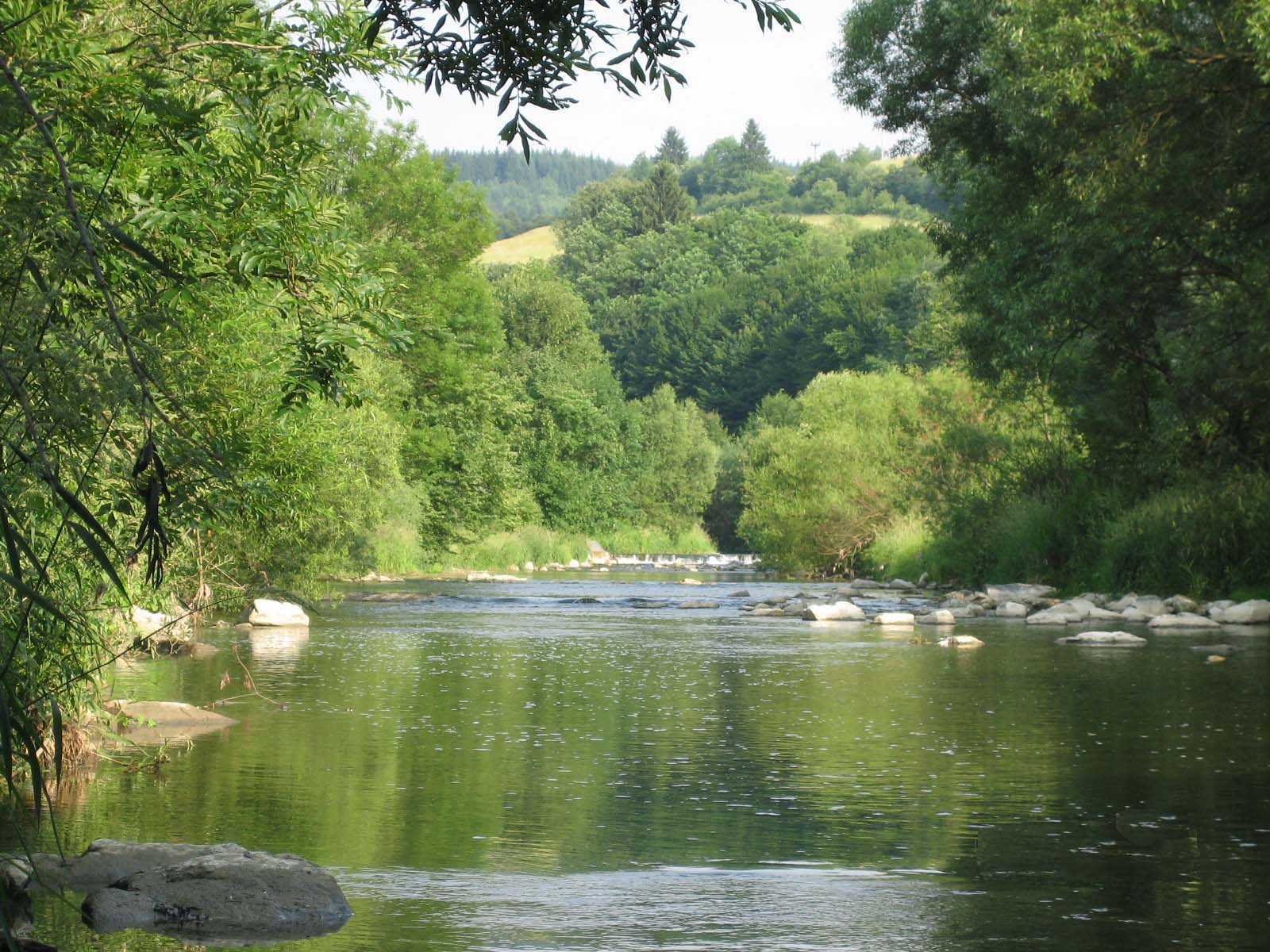
Nad silničním mostem v obci Ústí u Vsetína GPS:

Charakteristikou revíru je lipanové pásmo s přechodem do pásma pstruhového. Ve srovnání s revírem Bečva Vsetínská 2 má řeka téměř dvojnásobný spád a je zde ještě více splávků, splavů a i jez. Řečiště široké 10 až 20 m má rovněž upravené břehy z uskládaných kamenů, někde spojených betonem, které jsou porostlé pobřežními dřevinami vyskytujícími se v blízkosti vody, nebránícími muškaření. Proudné úseky jsou delší, střídají se s pláněmi nad splávky a s většinou mělkými tůněmi pod nimi. V poslední době jsou rovněž některé splávky zhotovovány jako skluzy záhozem z lomového kamene, které v žádném případě počtem ani horším zadržováním vody nenahradily dřívější dřevěné hontové splávky. Dno je převážně štěrkové, místy se skalnatými šikmými prahy, a s většími kameny.
V revíru se vyskytuje ve pstruhovém revíru nežádoucí jelec tloušť, z dalších pak jelec proudník, parma obecná a úhoř říční. Pstruh obecný, pstruh duhový a lipan podhorní se vyskytují hlavně v proudných úsecích a v kaskádách. Žije zde i ouklejka pruhovaná, střevle potoční, mřenka mramorovaná a vranka obecná. I zde všeobecně platí, že počty lososovitých ryb a lipanů jsou přímo závislé na plnění zarybňovací povinnosti a regulaci nežádoucích ryb jejích pravidelným slovováním a regulace výskytu volavek, kormoránů a vyder.
Pozoruhodná místa pro lov jsou na následujících obrázcích.

### Pozoruhodná místa pro rybolov

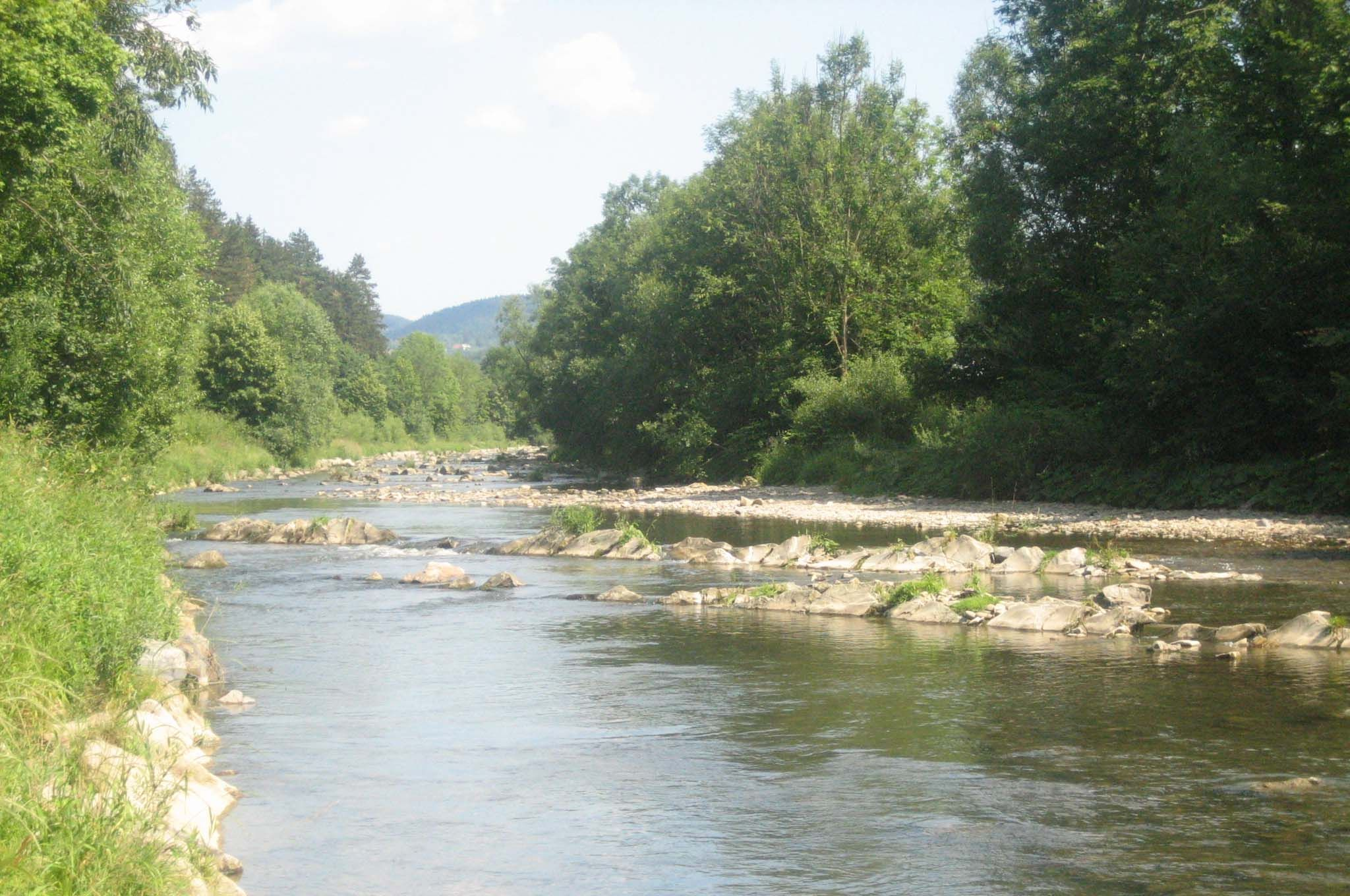
Mezi obcemi Janová a Hovězí nad lanovou lávkou GPS: 49°26′59″ s. š., 49°26′59″ v. d.
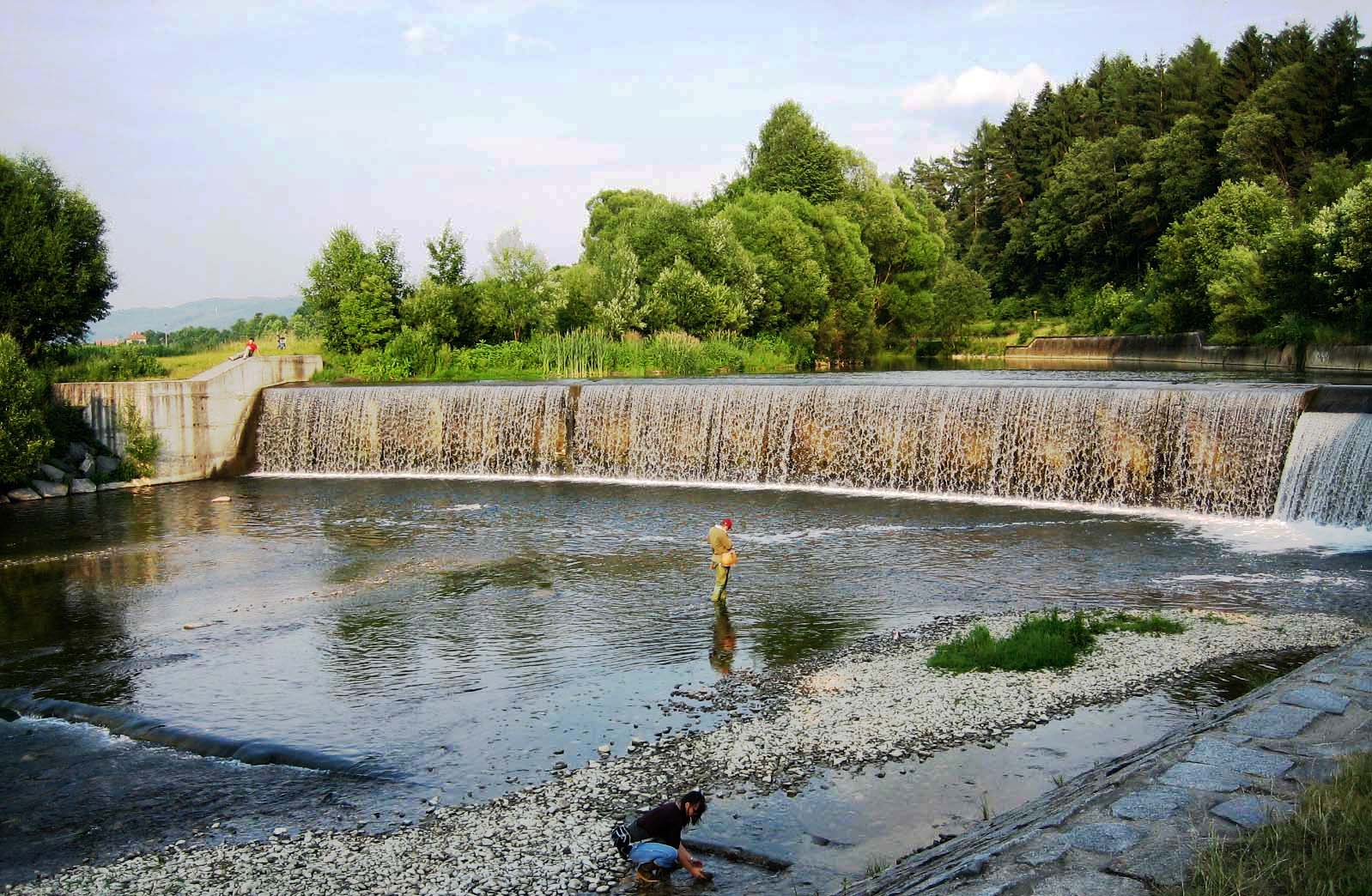
Jez u kempu nad obcí Hovězí a kaskáda pod jezem a jeho nadjezí GPS: 49°26′59″ s. š., 49°26′59″ v. d.
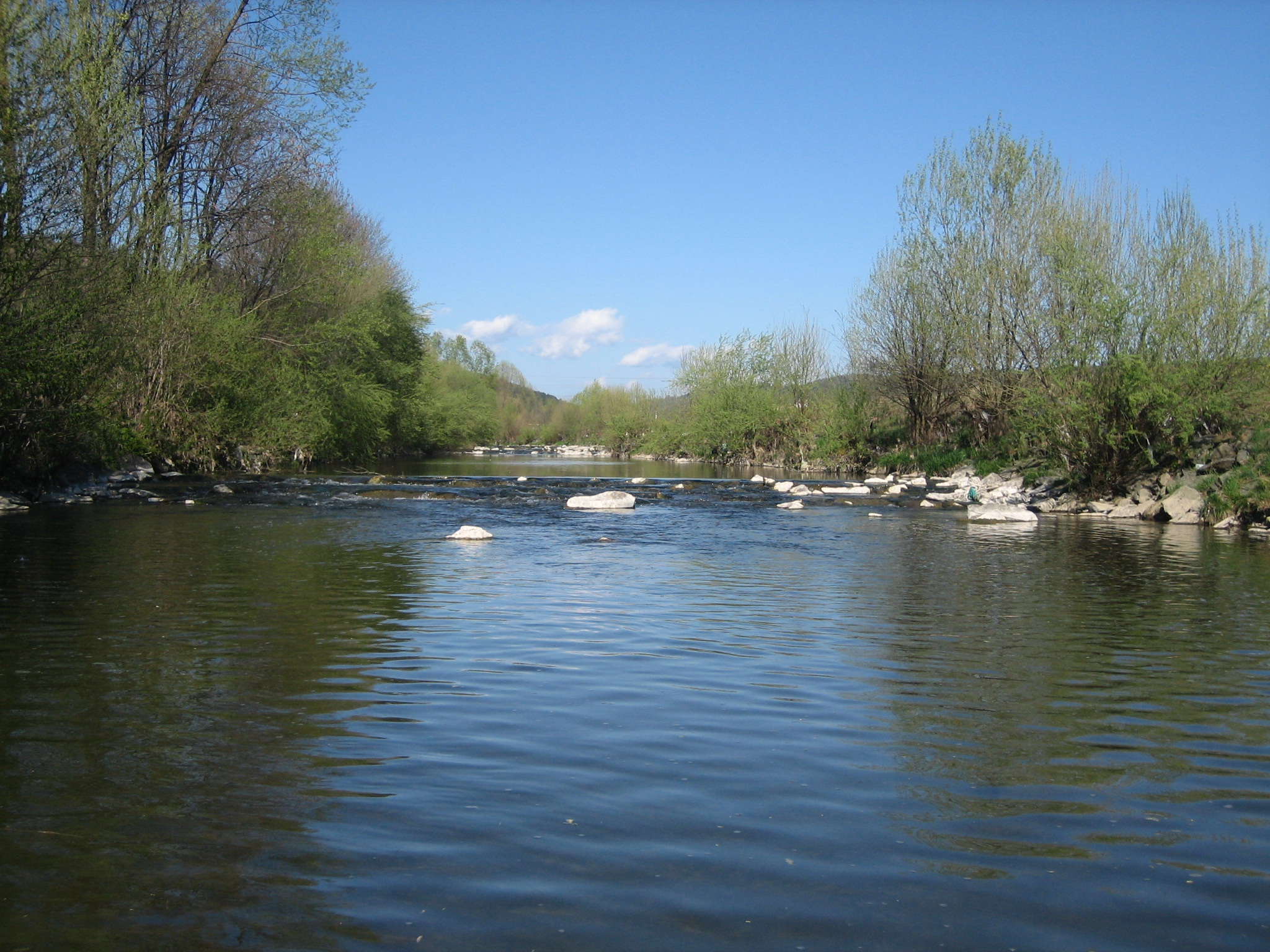
Kaskáda splávků nad silničním mostem na Huslenkách vedle hostince U Pokorných GPS: 49°26′59″ s. š., 49°26′59″ v. d.
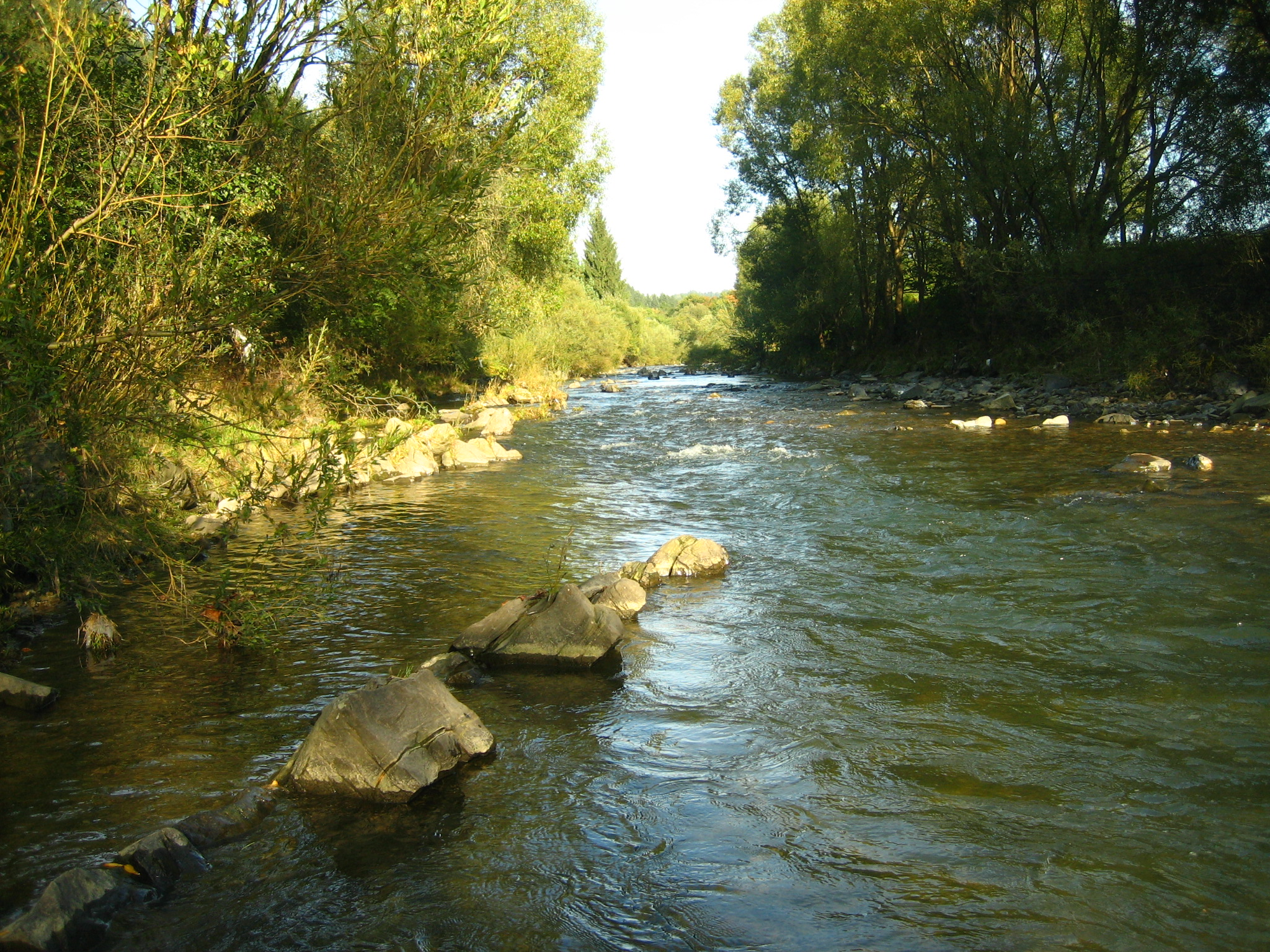
V chatové osadě Na Bařinách v Huslenkách GPS: 49°26′59″ s. š., 49°26′59″ v. d.
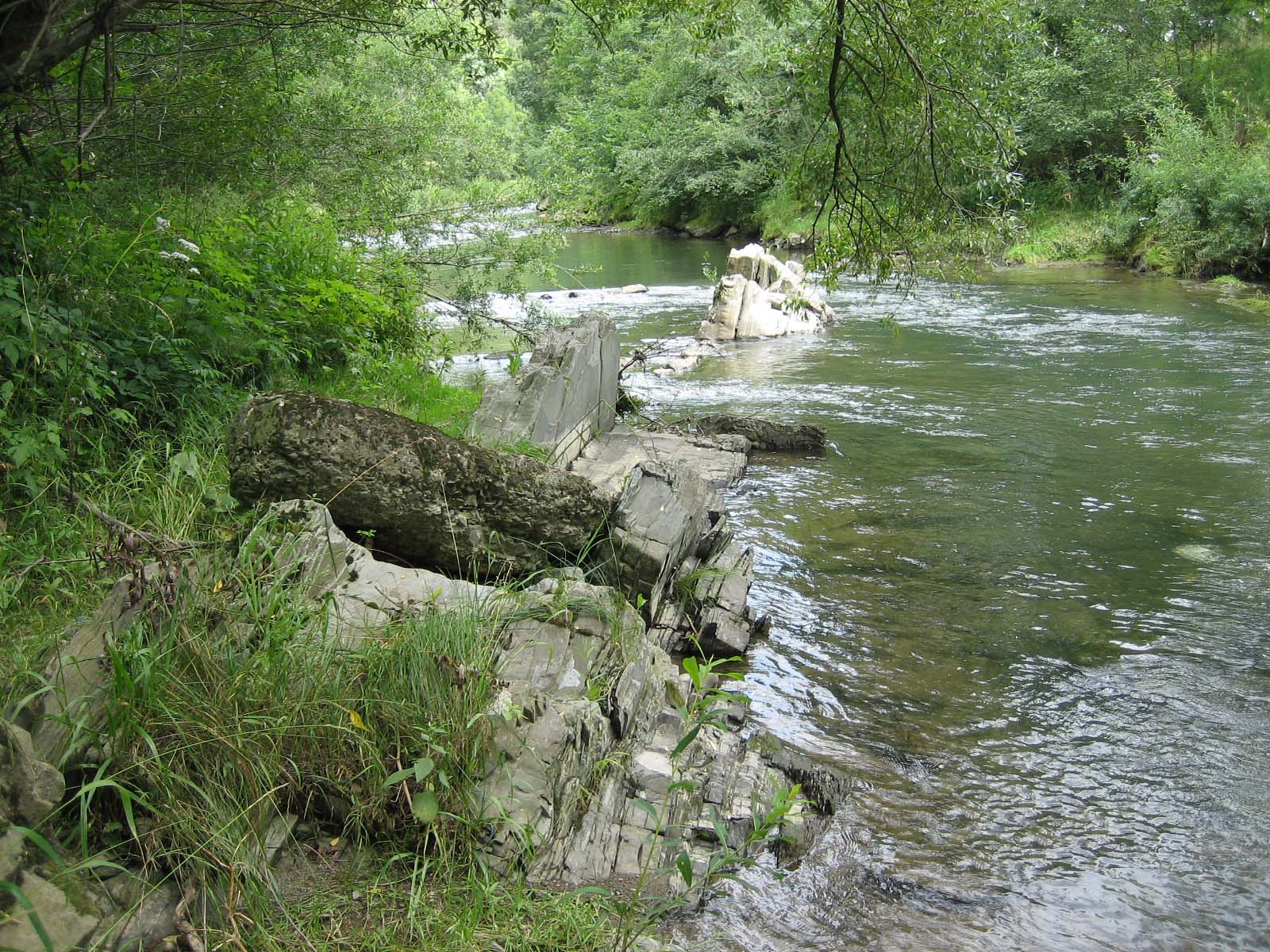
Nad a pod mostem do místní části Halenkova - Bratřejůvka, u hostince Pod Černým GPS: 49°26′59″ s. š., 49°26′59″ v. d.
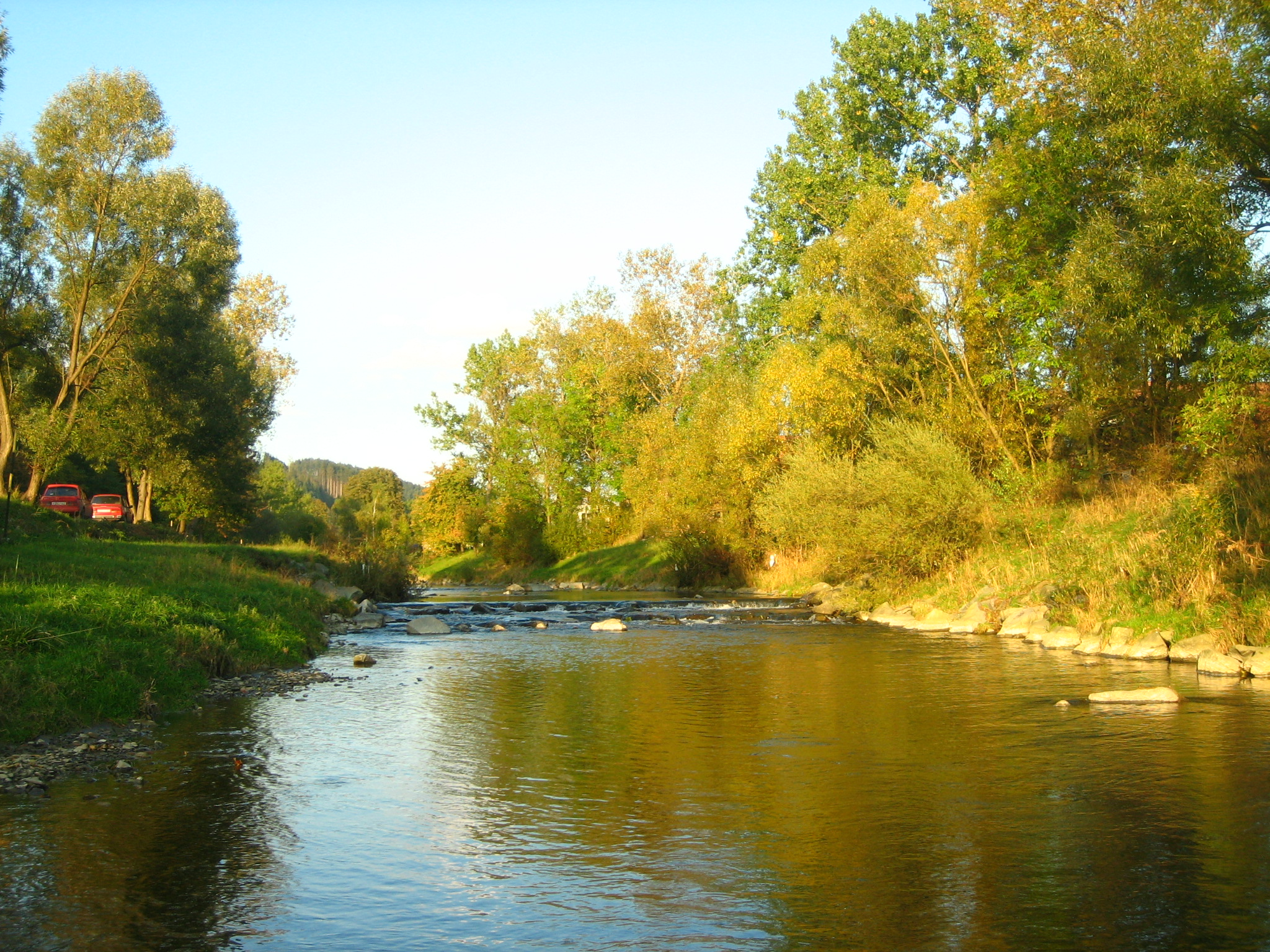
V Halenkově v okolí lanové lávky u údolí Hluboké GPS: 49°26′59″ s. š., 49°26′59″ v. d.
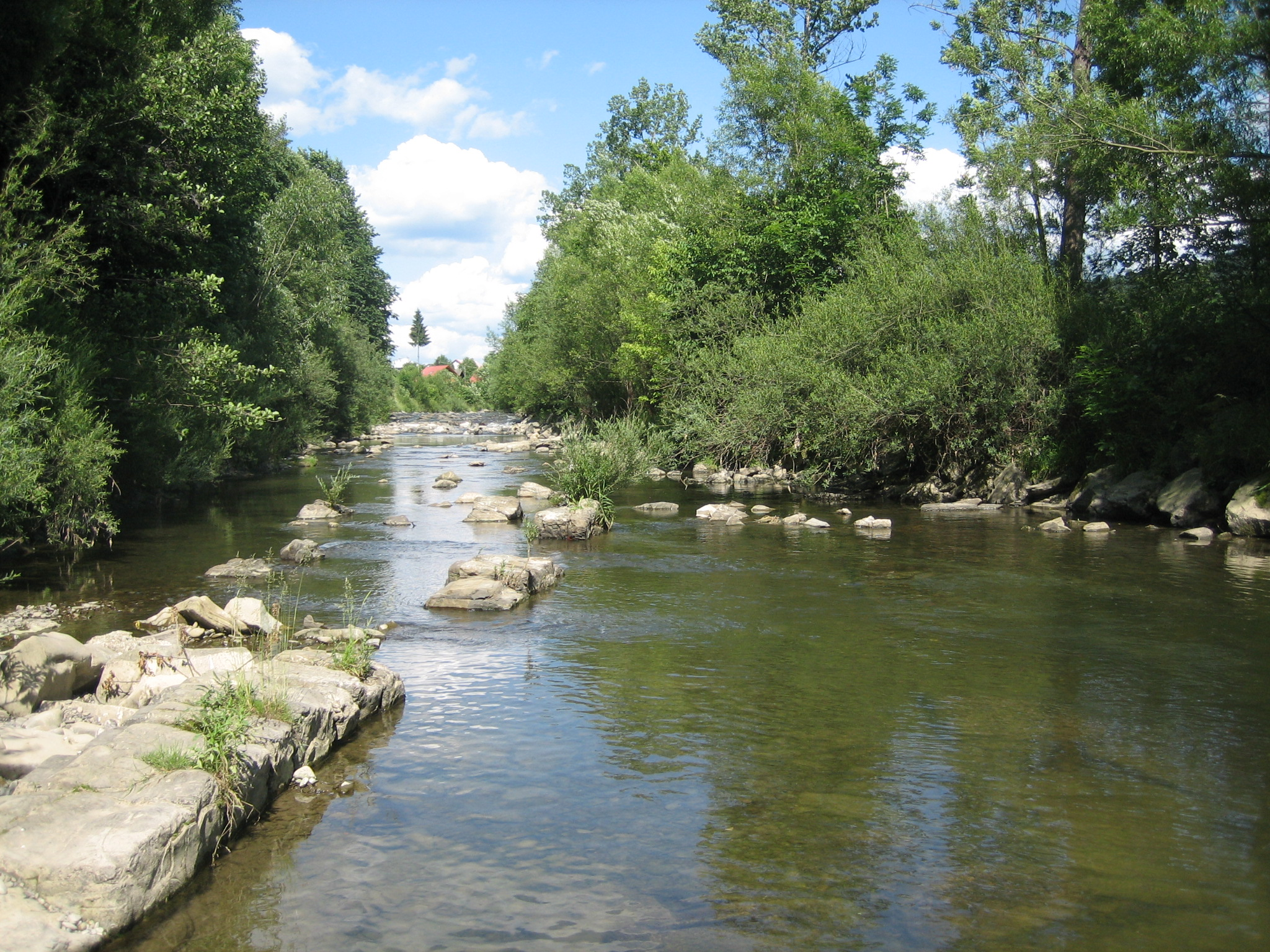
V Halenkově výše nad údolím Hluboké GPS: 49°26′59″ s. š., 49°26′59″ v. d.
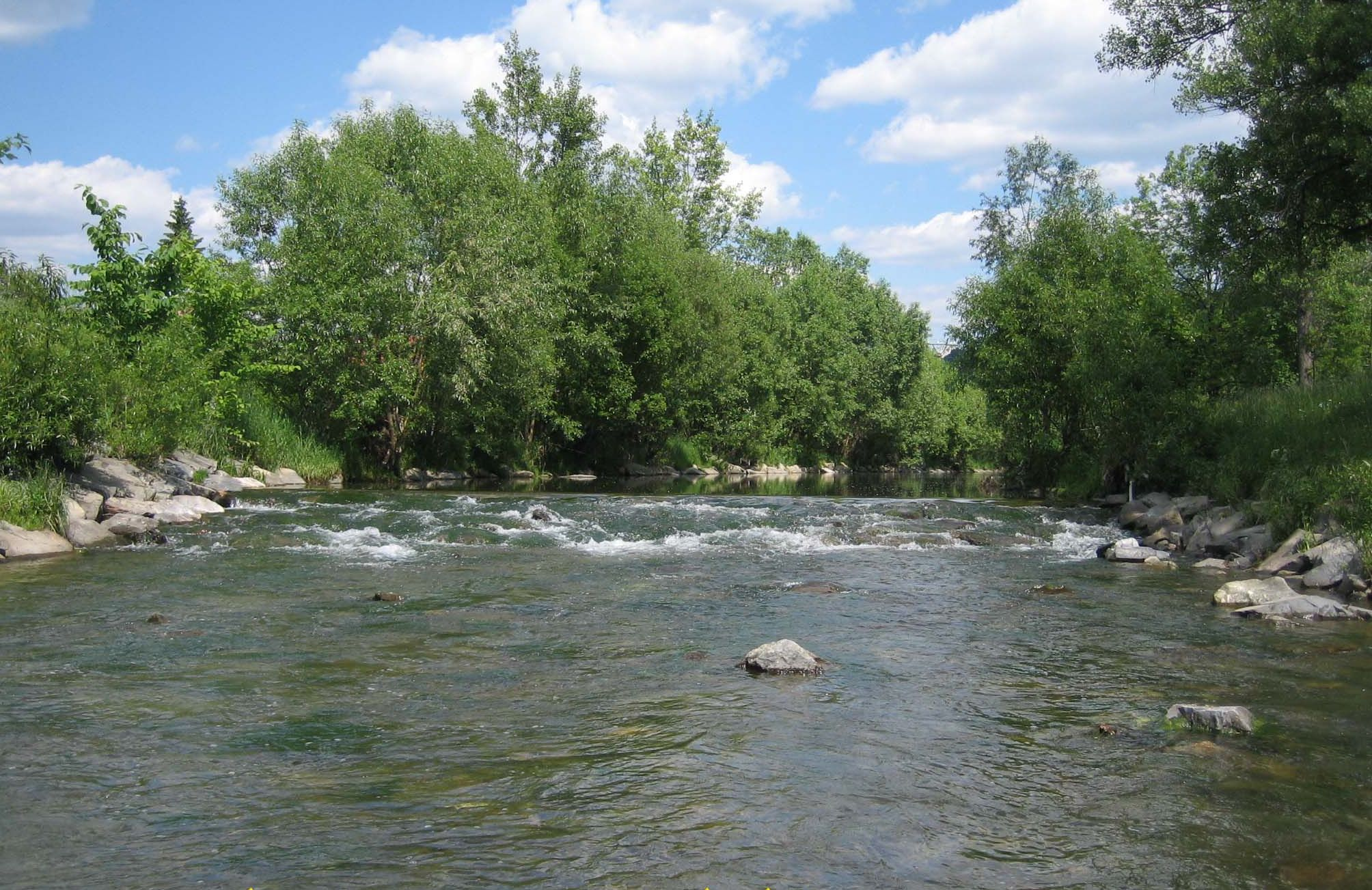
Kaskáda splávků pod jezem v Halenkově GPS: 49°26′59″ s. š., 49°26′59″ v. d.

Jezem nad Halenkovem, souřadnice GPS: 49°19′32″ s. š., 18°9′47″ v. d., ve výšce 430 m n. m. končí rybářský pstruhový revír Bečva Vsetínská 3. 

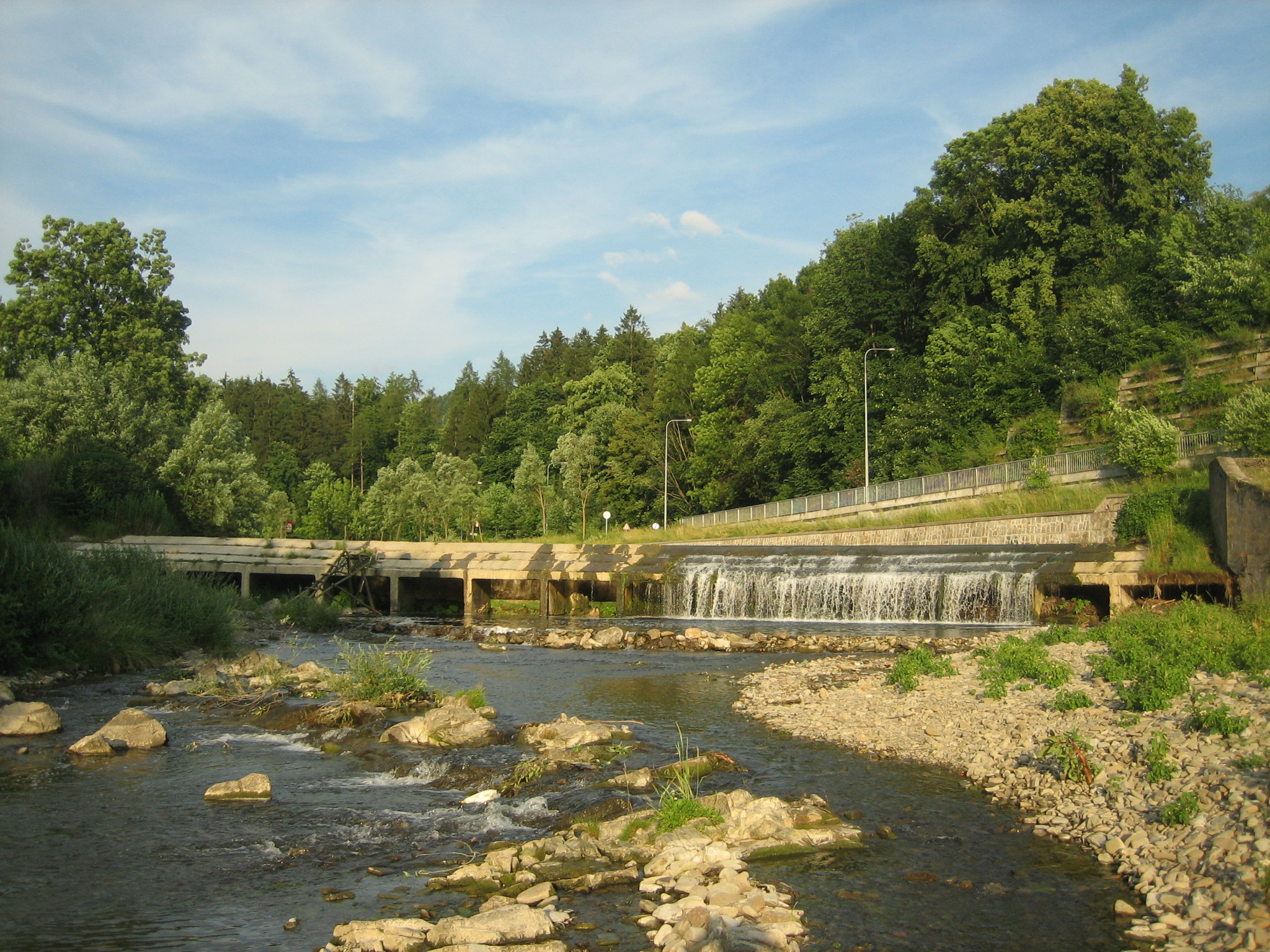
Jez nad Halenkovem – konec rybářského pstruhového revíru Bečva Vsetínská 3

## Bečva Vsetínská 4P
Je pstruhový rybářský revír Vsetínské Bečvy evidovaný pod č. 473 006 s délkou toku 21 km má rozlohu 14 ha. Revír obhospodařuje MOČRS Vsetín. Začíná nad jezem v Halenkově, souřadnice GPS: 49°19′32″ s. š., 18°9′48″ v. d., ve výšce 431 m n. m. Přítoky Brodská, Malá a Velká Stanovnice včetně přítoku Skaličí jsou CHRO - lov ryb zakázán, ostatní přítoky jsou pstruhové včetně jezera v Jezerném v k. o. Velké Karlovice. Řeka protéká Vsetínskem – regionem Valašsko – Horní Vsacko údolím, které je rozloženo na úpatí Vsetínských vrchů a pohoří Javorníky obcemi Halenkov, Nový Hrozenkov, městem Karolinka a rekreačním a turistickým centrem a střediskem zimních sportů Velkými Karlovicemi. Pozoruhodný je se skanzen a přírodními památkami v okolí např. prales Razula. K řece je velmi dobrý přístup po silnici č. 487 a po železniční trati do Velkých Karlovic. V těsné blízkosti vede cyklostezka.

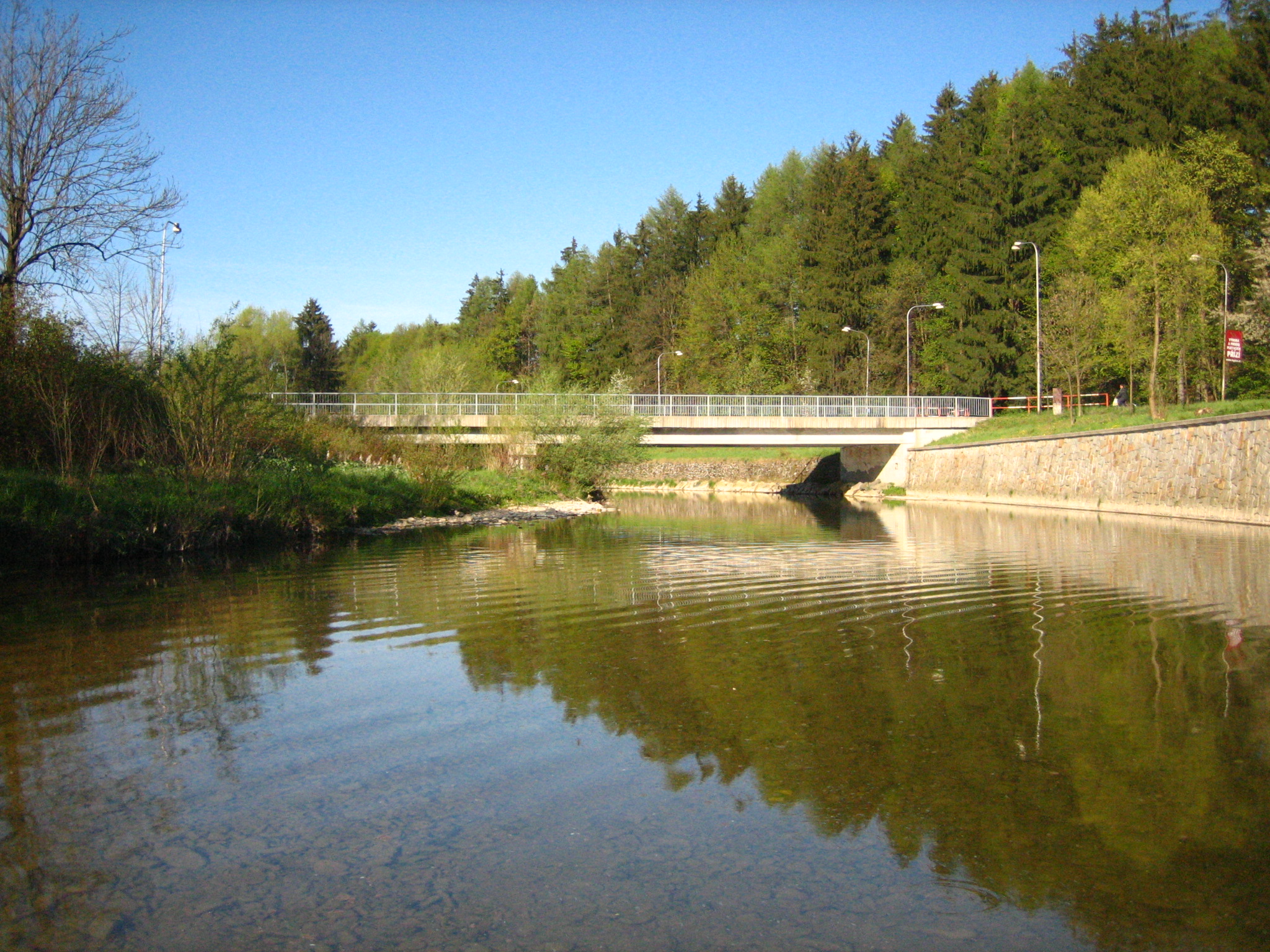
Nad jezem v Halenkově, začátek pstruhového rybářského revíru Bečva Vsetínská 3

Bečva Vsetínská 4P je v horní polovině již revírem horské řeky. 

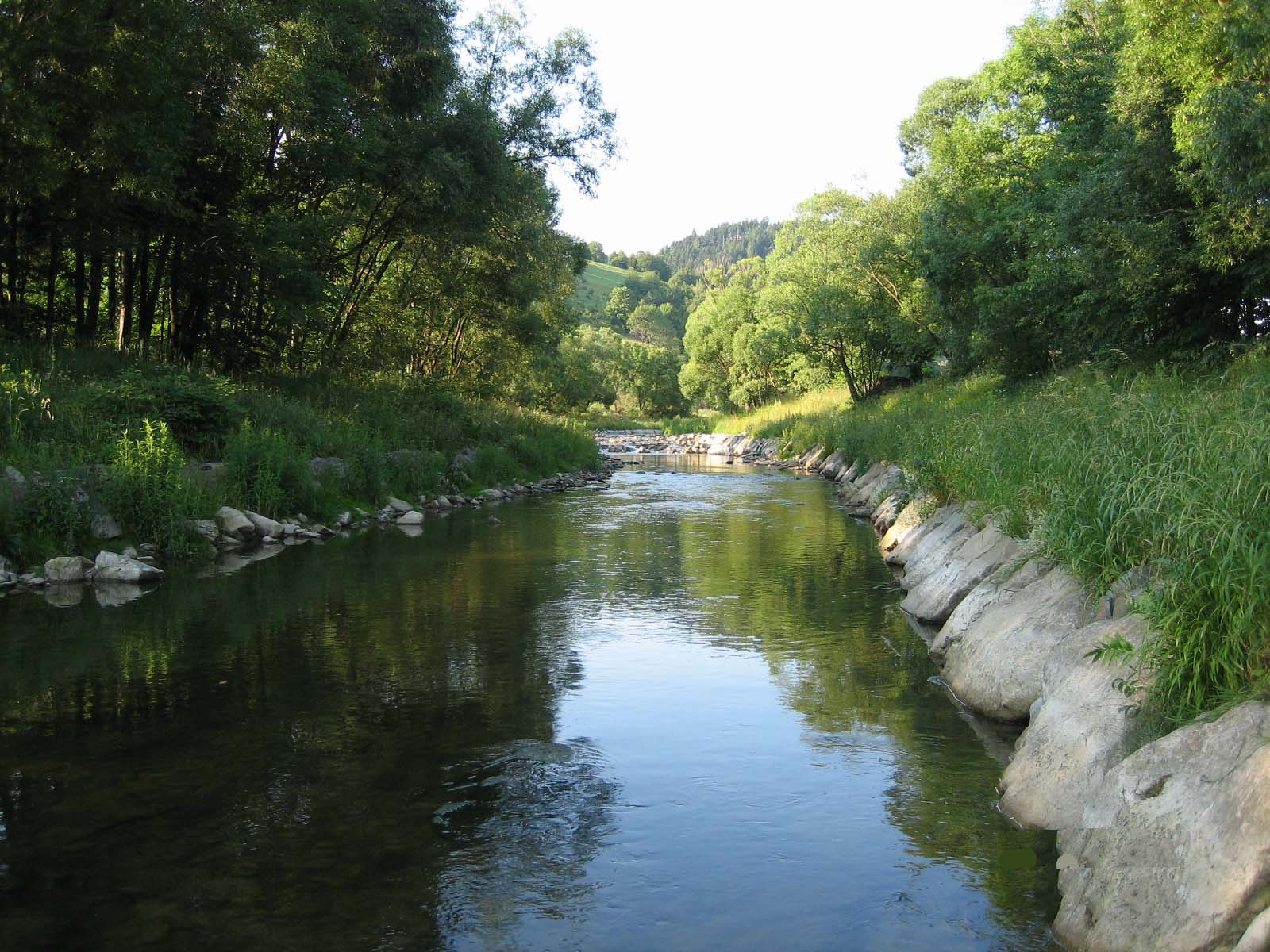
V dolní části Nového Hrozenkova GPS:

Revír lze charakterizovat jako pstruhové pásmo s výskytem lipana. Ve srovnání s revírem Bečva Vsetínská 3 je řeka více proudná a spádná, s přiměřeným počtem skluzů záhozem z lomového kamene, splavů a je zde i jez. Řečiště je již užší, okolo 5 m, má rovněž upravené břehy z uskládaných kamenů, někde ještě z poloviny 20. století, které jsou porostlé vrbami a olšemi, většinou nebránícími muškaření. Proudné úseky jsou většinou krátké, často střídají se tišinami nad splávky a s mělkými tůněmi pod nimi. Původní dřevěné hontové splávky jsou zde ojedinělé. Dno je převážně štěrkové, častěji se skalnatými šikmými prahy nebo většími kameny.
V revíru se vyskytuje po jez Na Vranči v Novám Hrozenkově nežádoucí jelec tloušť, všude pak ouklejka pruhovaná, střevle potoční, mřenka mramorovaná a vranka obecná. Pstruh obecný, pstruh duhový, siven americký a lipan podhorní se vyskytuje hlavně v proudných úsecích kde je dostatek vody a v kaskádách. Rovněž i zde počty lososovitých ryb a lipanů jsou přímo závislé na plnění zarybňovací povinnosti a regulaci nežádoucích predátorů.

### Pozoruhodná místa pro rybolov

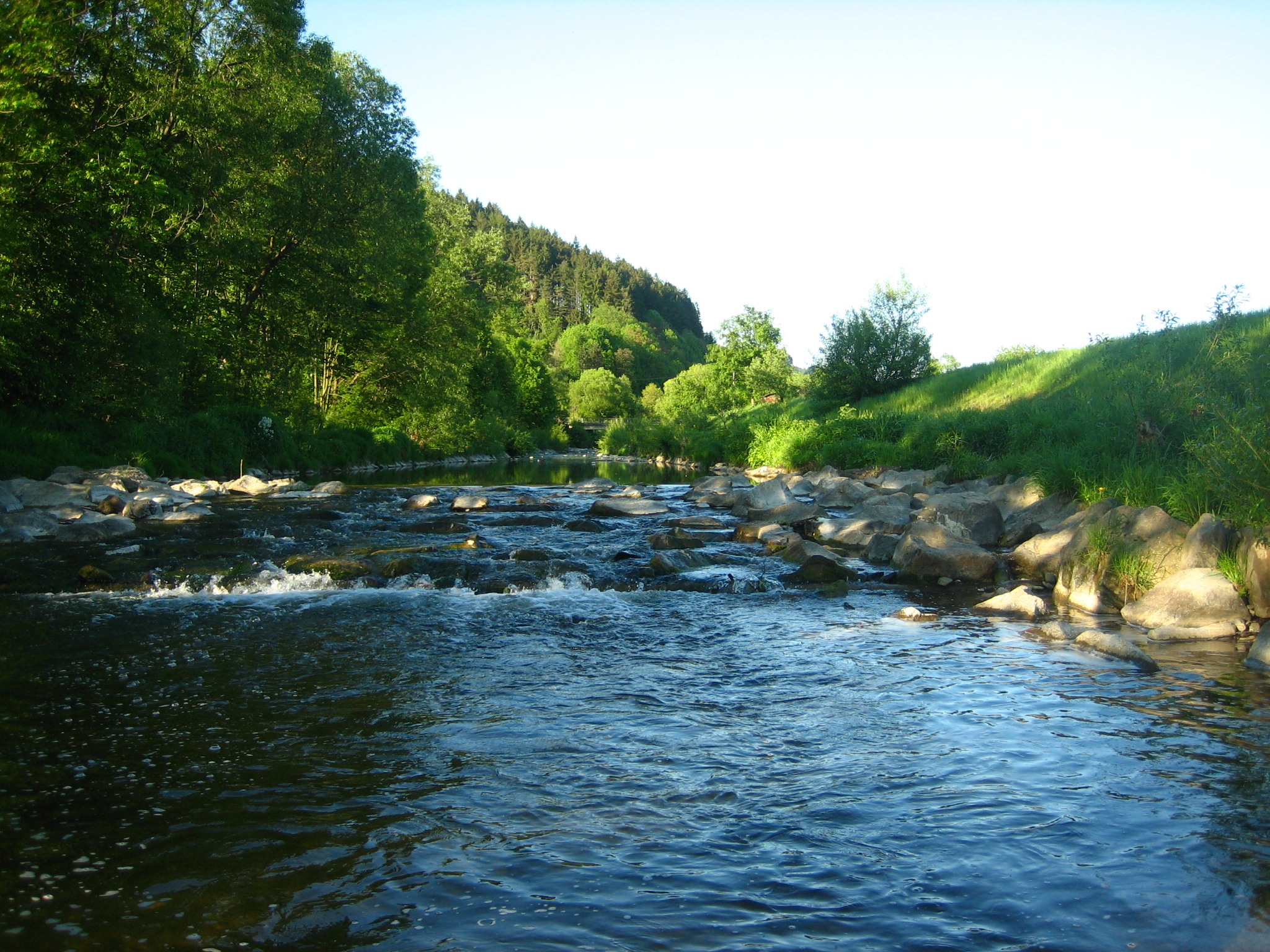
V Novém Hrozenkově – Dolním Čubově pod železniční zastávkou GPS: 49°26′59″ s. š., 49°26′59″ v. d.
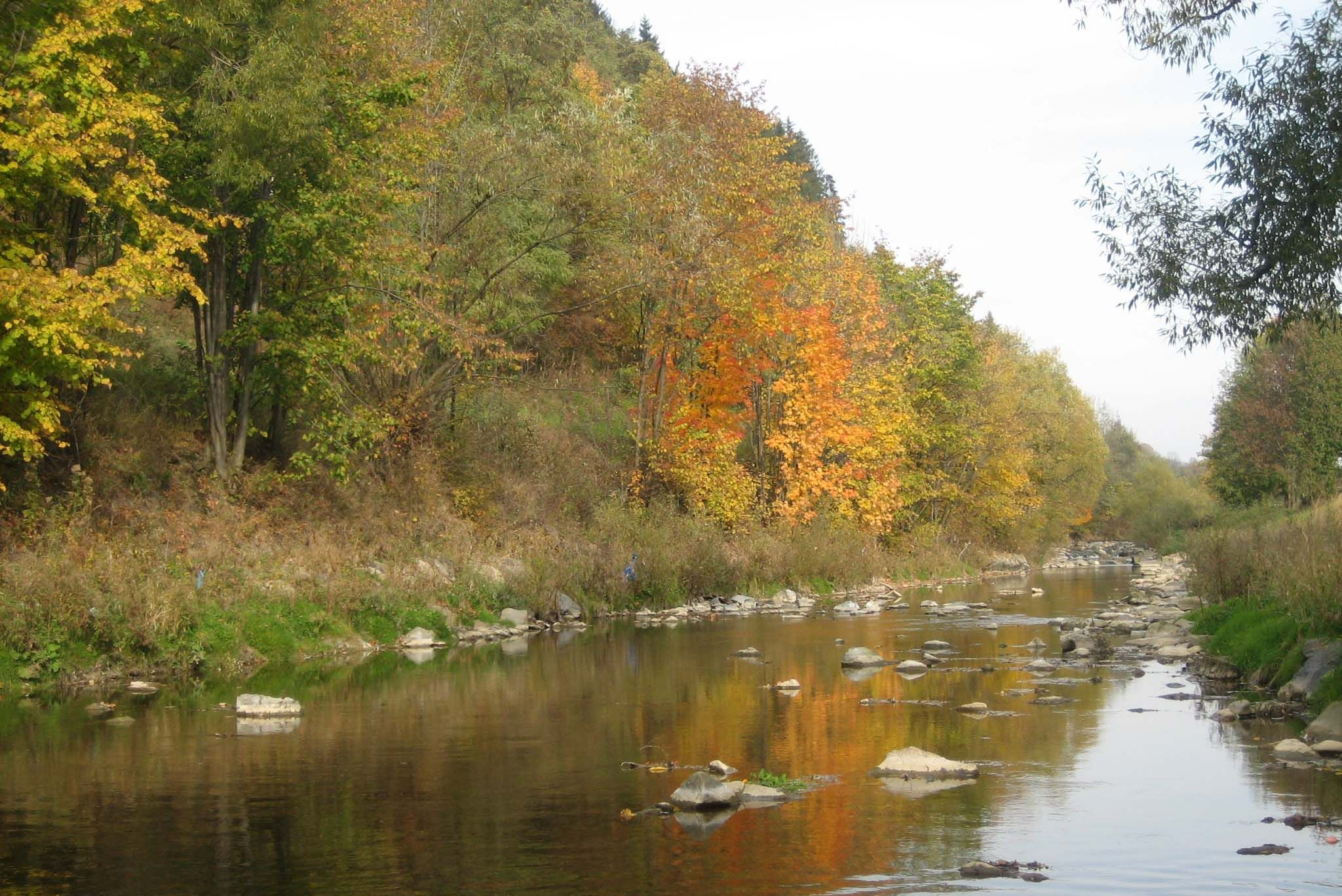
V Novém Hrozenkově nad železniční zastávkou GPS: 49°26′59″ s. š., 49°26′59″ v. d.
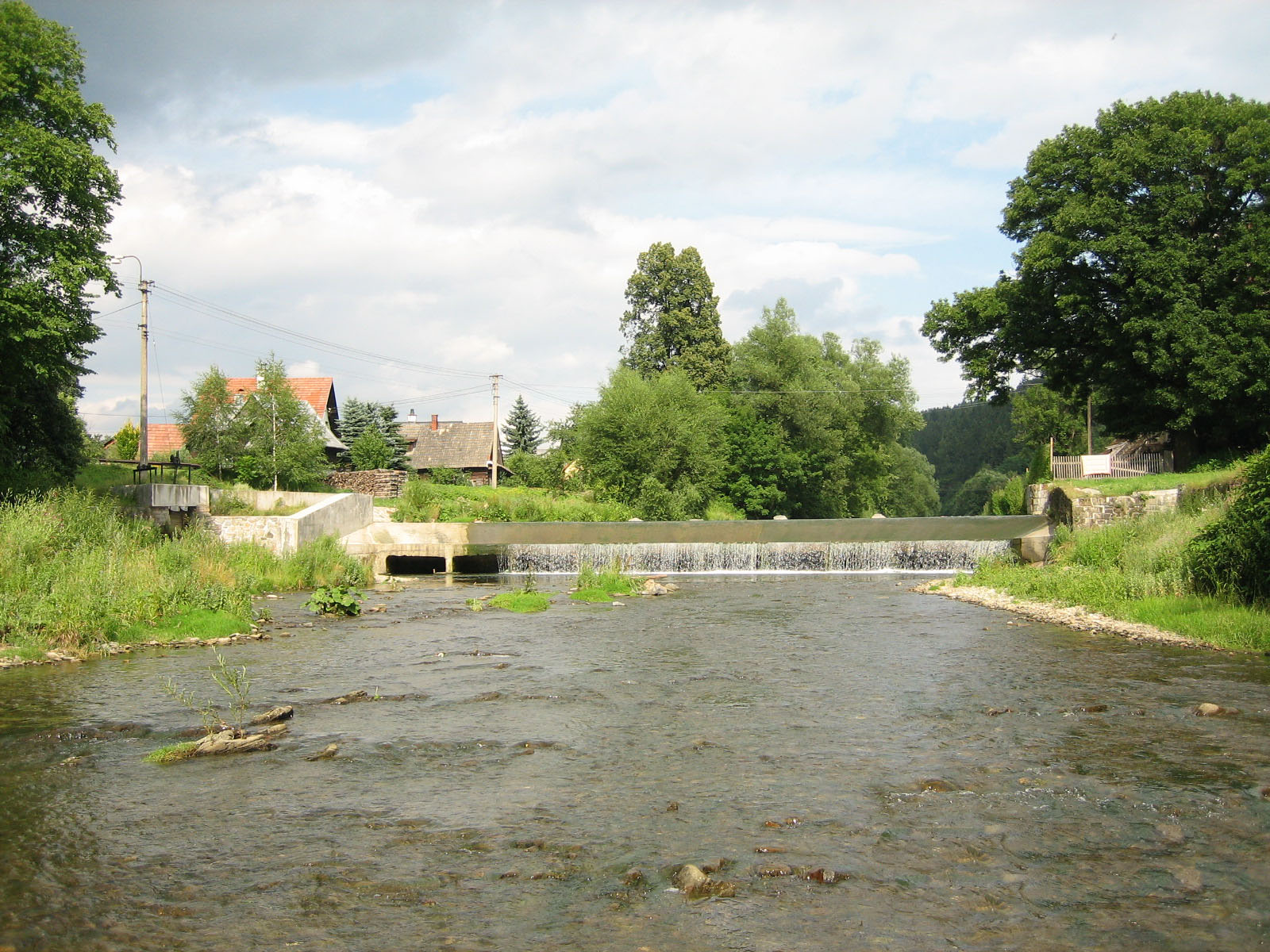
Jez n Novém Hrozenkově - Na Vranči GPS: 49°26′59″ s. š., 49°26′59″ v. d.
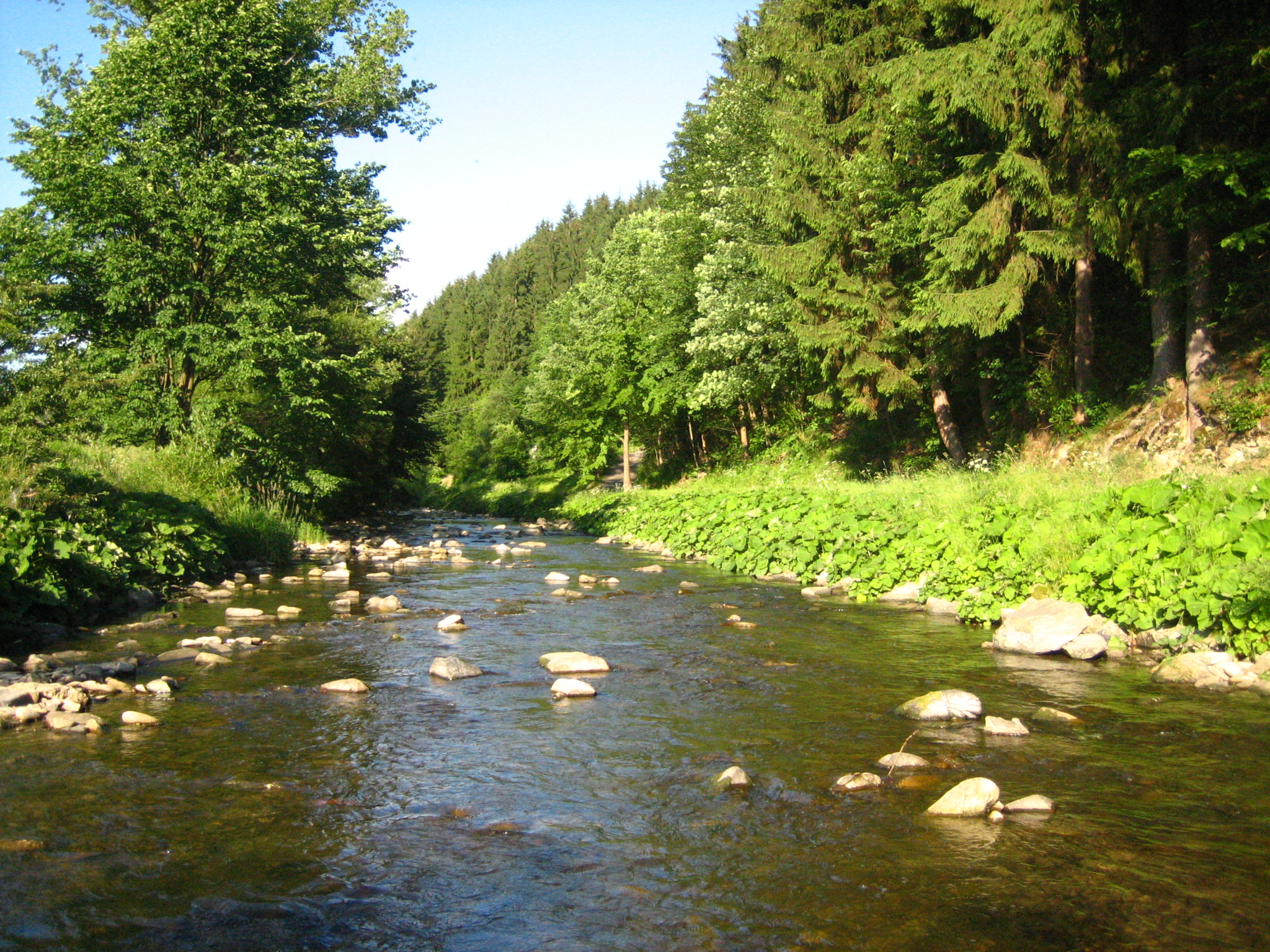
V Novém Hrozenkově pod Čínou GPS: 49°26′59″ s. š., 49°26′59″ v. d.
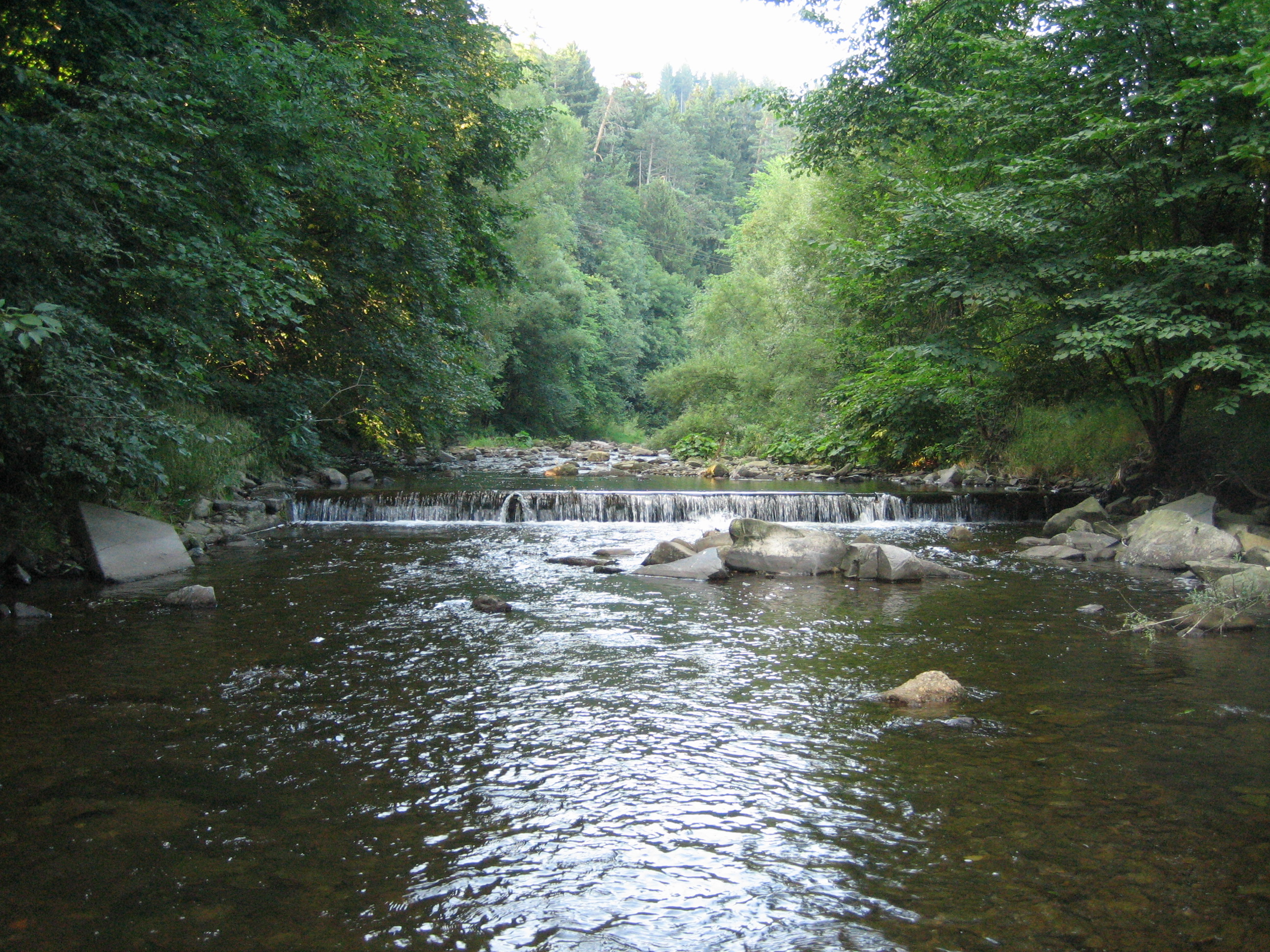
Nad silničním mostem pod městem Karolínka GPS: 49°26′59″ s. š., 49°26′59″ v. d.
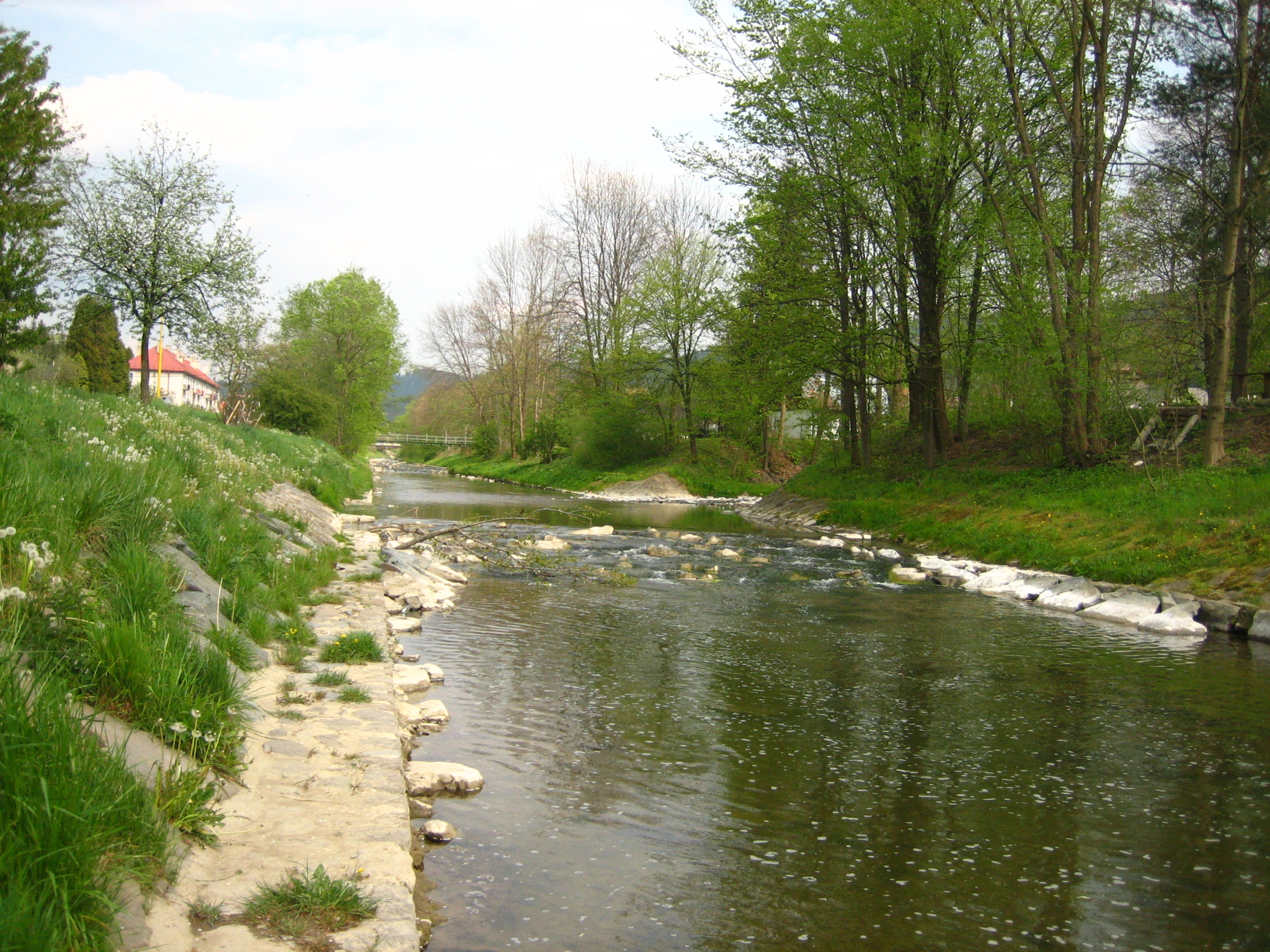
Kaskáda splávků ve městě Karolinka GPS: 49°26′59″ s. š., 49°26′59″ v. d.
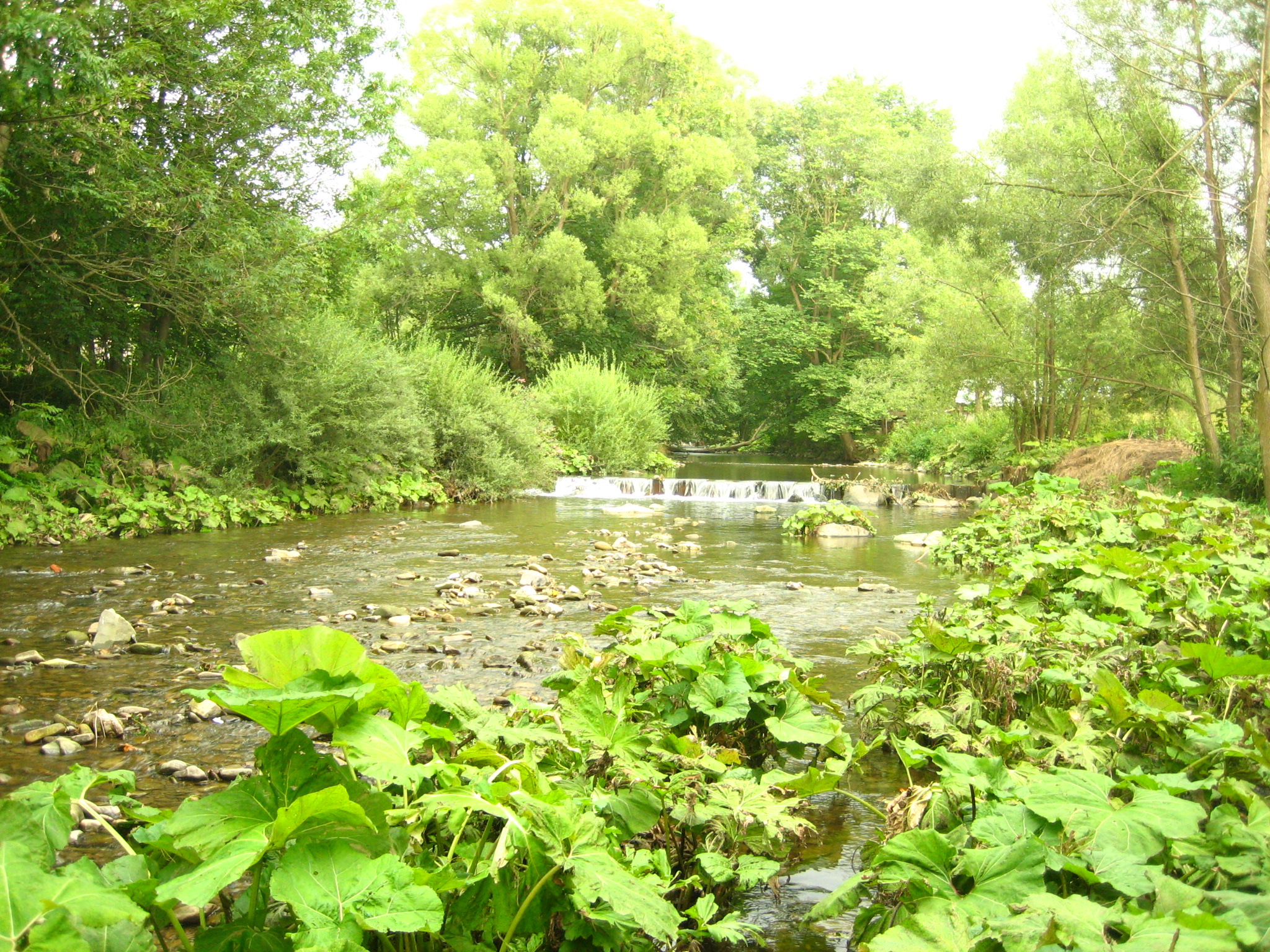
Ve Velkých Karlovicích pod rozcestím údolí Tísňavy GPS: 49°26′59″ s. š., 49°26′59″ v. d.
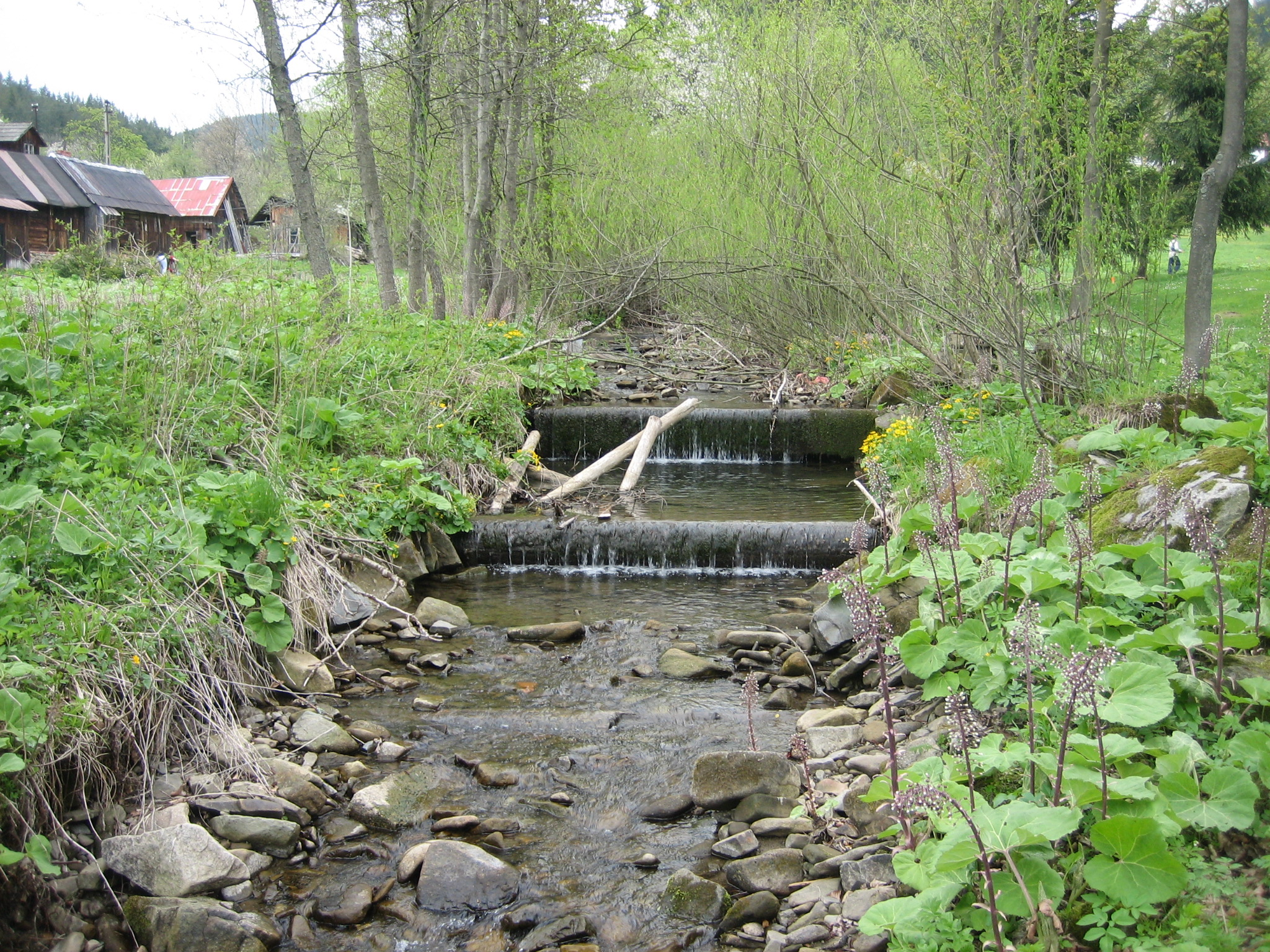
Ve Velkých Karlovicích pod hotelem Horal, snad poslední místo v revíru kde se ještě dá ulovit pstruh GPS: 49°26′59″ s. š., 49°26′59″ v. d.

Pramenem pod vrchem Čarták, souřadnice GPS 49°23′45″ s. š., 18°24′9″ v. d., ve výšce 910 m n. m. končí pstruhový rybářský revír Bečva Vsetínská 4P. 

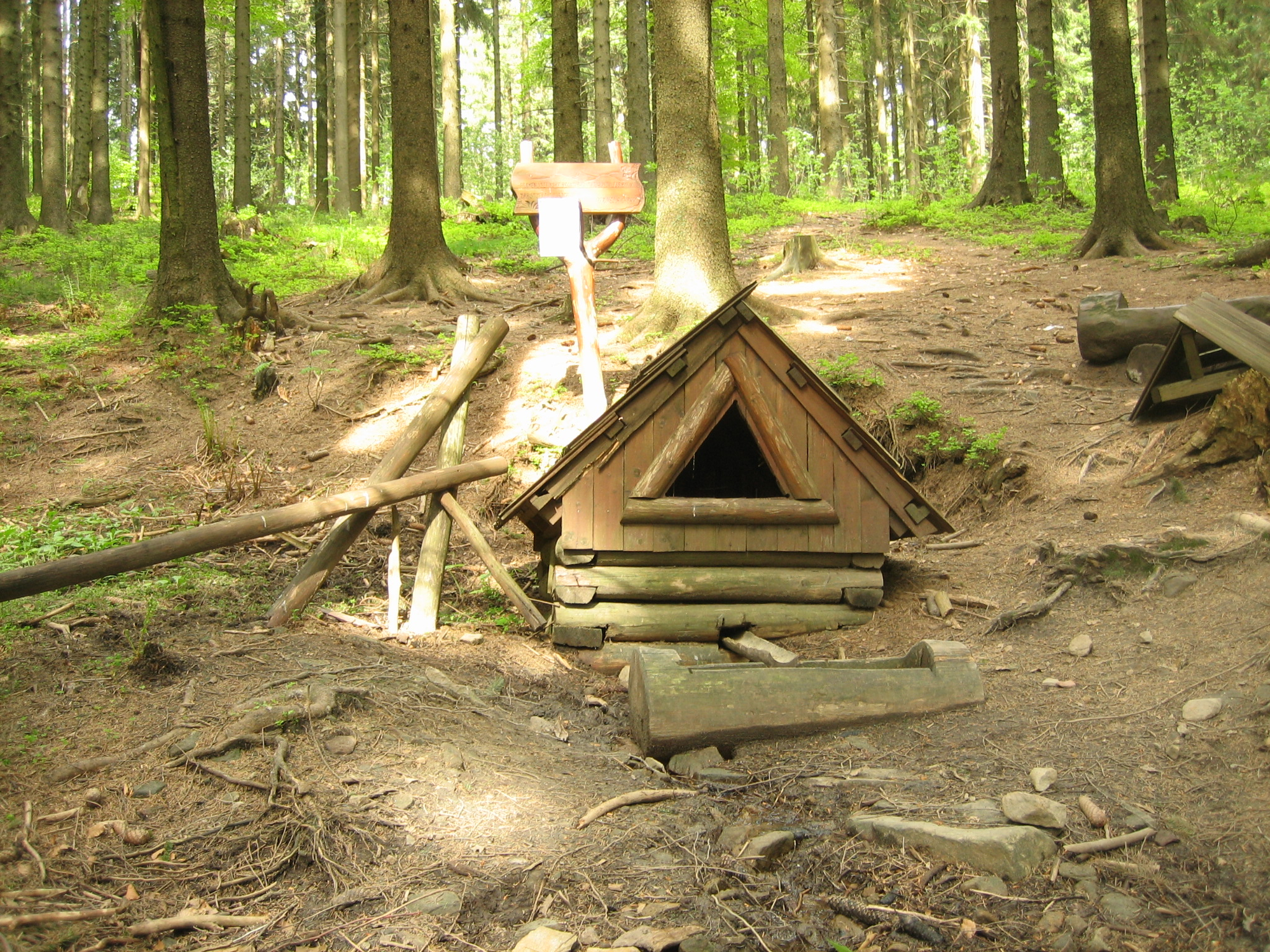
Pramen Vsetínské Bečvy pod Trojačkou – konec pstruhového rybářského revíru Bečva Vsetínská 4P

## Bečva Vsetínská 4A
Je mimopstruhový rybářský revír v těsné blízkosti Vsetínské Bečvy 4P, evidovaný pod č. 471017. Rozloha revíru - jezera je 5 ha a je napájeno spodní vodou ze sousední Vsetínské Bečvy, pstruhového revíru Bečva Vsetínská 4P č.473006. Umělé jezero vzniklo vybagrováním štěrku, který se použil na výstavbu nedaleké vodní nádrže Stanovnice budované v létech 1977 až 1987, sloužící k zásobování kvalitní pitnou vodou Vsetínska, Valašsko Kloboúcka a Zlínska.
Revír obhospodařuje MO ČRS Vsetín a platí zde celosvazová pstruhová povolenka, nebo povolenka „Výboru územního svazu pro Severní Moravu a Slezsko“. Loví se dle rybářského řádu a platných bližších podmínek, horní míra kapra 70 cm. Na revíru je omezena docházka.
Jezero leží v k.ú Nový Hrozenkov v malebném údolí mezi pohořím Vsetínské vrchy a Javorníky, GPS: 49°20′43″ s. š., 18°12′57″ v. d..

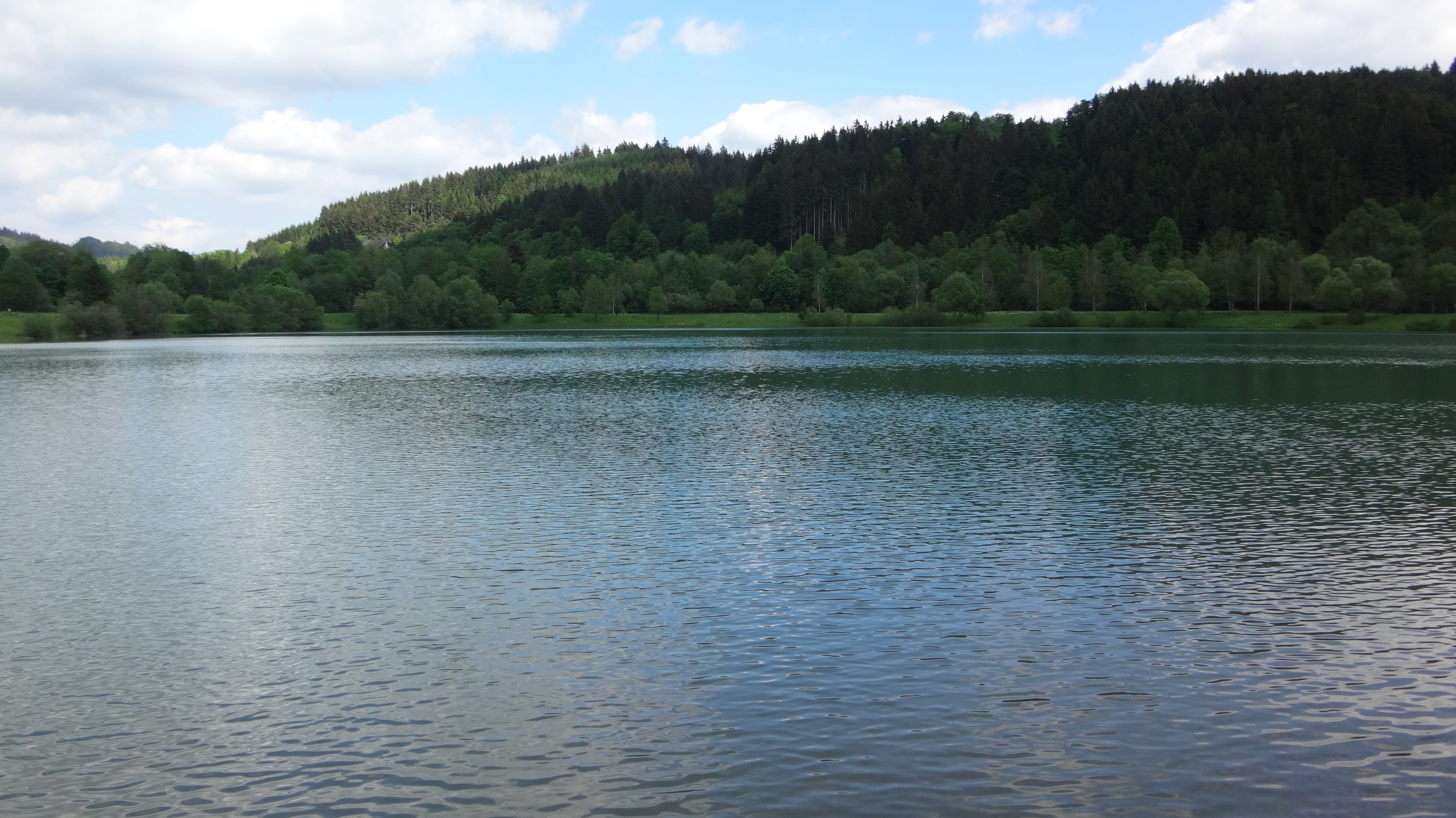
Jezero "BALATON"

Jezero je přístupné autem, autobusem, na kole i pěšky z blízké vedlejší silnice, cyklostezky a z železniční trati, stanice Nový Hrozenkov nebo Karolinka. Mimo rybaření jezero slouží
k vodním radovánkám a proto se ujal místní název „Balaton“. V areálu je potřebné sociální zařízení, bufet, hřiště na plážový volejbal a základna pro akrobatické skoky do vody na lyžích i prknech.
Rybí osádku tvoří amur,cejn velký,kapr obecný,lín obecný,okoun říční,štika obecná,pstruh duhový a pstruh obecný.Množství ryb je přímo závislé na plnění zarybňovací povinnosti a regulaci nežádoucích predátorů.